# سفر اکتشافی آمونسن به قطب جنوب

روئال آمونسن، هلمر هانسن، ساوری هاسل و اسکار ویستینگ (از چپ به راست) در پولهیم، چادر برپاشده در قطب جنوب به تاریخ ۱۶ دسامبر ۱۹۱۱. پرچم بالایی پرچم نروژ است و پرچم پایین مشخص شده است که پرچم یادبود کشتی فرام است. عکس از اولاف بیولاند.

سفر اکتشافی آمونسن به قطب جنوب اولین سفر اکتشافیِ همراه با موفقیت به قطب جنوب جغرافیایی بود که توسط کاشف نروژی، روئال آمونسن، رهبری گردید. او به اتفاق ۴ نفر دیگر، در تاریخ ۱۴ دسامبر ۱۹۱۱، پنج هفته پیش از گروه اعزامی ترا نووا به رهبری رابرت فالکون اسکات بریتانیایی به قطب جنوب رسید. آمونسن و گروه مردان همراه وی بدون مشکل به قرارگاه مبدأ خود بازگشتند و سپس متوجه شدند که اسکات و ۴ همراه وی — در سفر بازگشت — جان خود را از دست داده‌اند.
برنامهٔ اولیه آمونسن، رسیدن به قطب شمال با استفاده از یک کشتی یخ‌شکن بود. او برای این منظور، کشتی اکتشافی فِرام متعلق به فریتیوف نانسن را در اختیار گرفت و پس از آن به جستجوی منابع مالی پرداخت. هنگامی که در سال ۱۹۰۹، فردریک کوک و رابرت پری، به صورت جداگانه ادعا کردند که به قطب شمال رسیده‌اند، آمونسن نقشهٔ سفر به قطب شمال را متوقف و به جای آن تصمیم به فتح قطب جنوب گرفت. هرچند، از آنجایی که از حمایت عمومی و حامیان مالی نقشهٔ جدیدش مطمئن نبود، تصمیم گرفت تا هدفش را مخفی نگاه دارد؛ تا جایی که حتی وقتی سفر وی در ژوئن ۱۹۱۰ آغاز شد، همراهان او هنوز در تصور سفر به قطب شمال بودند و تنها هنگامی که کشتی فرام، بندر مادیرا را ترک کرد، از نقشهٔ اصلی باخبر شدند.
آمونسن، قرارگاه خود در جنوبگان را در خلیج نهنگ‌ها و بر روی یخ‌تاق راس برپا نمود و آن را فرامهیم نام نهاد. بعد از چندین ماه فراهم‌سازی مقدمات و یک شروع ناموفق که می‌توانست فاجعه‌بار باشد، او به اتفاق گروه مردان مکتشف، سفر خود به مرکز قطب را در اکتبر ۱۹۱۱ آغاز کرد. در طول مسیر سفر، گروه مکتشف نروژی توانست یخچال طبیعی اکسل هایبرگ را کشف نماید که مسیر اصلی به سمت فلات جنوبگان و در نهایت قطب جنوب بود. تسلط آنها به استفاده از چوب اسکی و تعامل مناسب با سگ‌های سورتمه، از عوامل اصلی پیشرفت سریع و تقریباً بدون اشکالِ این گروه مکتشف به سمت مرکز قطب جنوب بود. دستاوردهای دیگر این سفر شامل نخستین کاوش سرزمین شاه ادوارد هفتم و گشت اقیانوس‌نگاری گسترده بود.
موفقیت این سفر اکتشافی به شکلی گسترده و فراگیر مورد تحسین قرار گرفت. تنها در بریتانیا بود که این سفر، تحت‌الشعاع شکست قهرمانانه اسکات قرار گرفت و افکار عمومی بریتانیا نمی‌توانستند قبول کنند که یک نروژی، موفق به فتح قطب جنوب شده باشد. هرچند، در سایر نقاط جهان اینطور نبود. تصمیم آمونسن برای مخفی نگه داشتن نیت باطنی‌اش تا آخرین لحظه، توسط برخی مورد انتقاد قرار گرفت. مورخان قطبی اخیر، مهارت و شجاعت گروه آمونسن را کاملاً به رسمیت شناخته‌اند و پایگاه دائمی تحقیقاتی در قطب جنوب به نام ایستگاه تحقیقاتی اسکات آمونسن نامیده شده که شامل ترکیبی از نام این دو مکتشف قطب جنوب است.

نقشه سفر قطب جنوب آمونسن و اسکات

## پیش‌زمینه

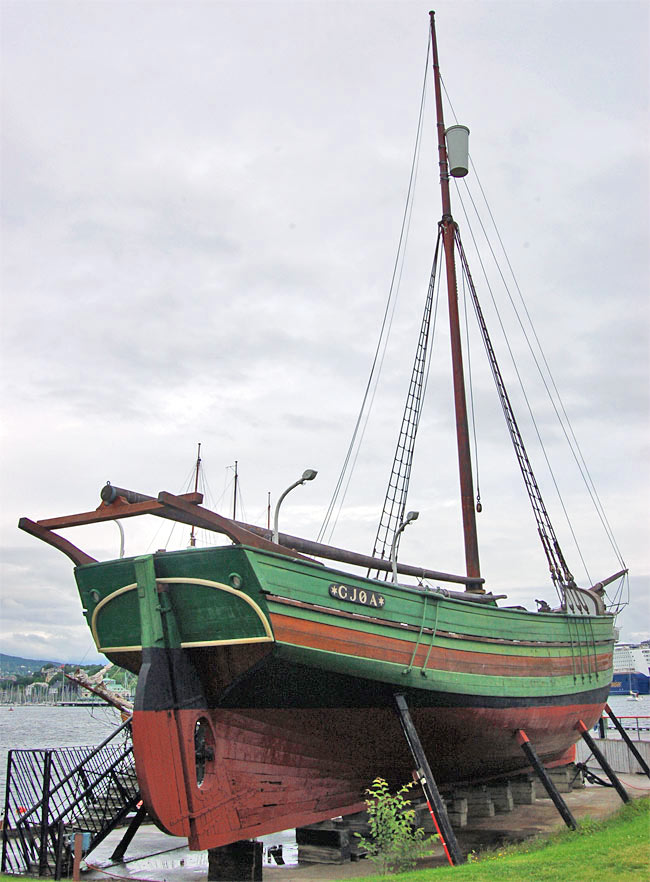
یووا — که امروزه تبدیل به یک کشتی‌موزه شده است — اسلوپ کوچکی بود که آمونسن و خدمه‌اش معبر شمال غربی را به کمک آن، طی سه سال (از ۱۹۰۳ تا ۱۹۰۶ میلادی) فتح کردند.

روئال اِنگِلبِرت گراونینگ آمونسن در سال ۱۸۷۲ در فردریکستاد، واقع در حدود ۸۰ کیلومتری کریستیانا — که امروزه به نام اسلو شناخته می‌شود — به دنیا آمد. او فرزند یک کشتی‌دار بود. در سال ۱۸۹۳، مطالعات پزشکی خود را در دانشگاه کریستیانا رها کرد و به عنوان ملوان، بر روی عرشهٔ یک کشتی شکار خوک آبی به نام ماگدالنا به منظور سفر به قطب شمال ثبت‌نام کرد. پس از چندین سفر به این نواحی، به منصب افسر دوم ارتقای درجه یافت. زمانی که در حال سفرهای دریایی نبود، مهارت‌های خودش را به عنوان یک اسکی‌باز در فضاهای باز و محیط‌های خشن فلات هاردانگر نروژ افزایش داد. در سال ۱۸۹۶، آمونسن با الهام از کاوش‌های قطبی هم‌وطنش، فریتیوف نانسن به‌عنوان سر دفتردار به گروه اکتشافی بلژیکی سرزمین جنوبگان پیوست و در کشتی بلژیکا تحت فرماندهی آدرین دی گرلاش قرار گرفت. در اوایل سال ۱۸۹۸ میلادی، کشتی در دریایخ جنوبگان گرفتار شد و برای بیش از یک سال، در دریای بلینگسهاوزن محبوس ماند؛ بنابراین، این سفر به‌طور ناخواسته اولین سفر اکتشافی شد که یک زمستان کامل را در آب‌های قطب جنوب گذراند. دوره‌ای که با افسردگی نزدیک به گرسنگی، جنون و بیماری اسکوربوت در میان خدمه همراه بود. آمونسن، بی‌تفاوت ماند. او همه چیز را به عنوان یک کارآموز جویای تجربه در تمام جنبه‌ها و تکنیک‌های اکتشاف قطبی در خاطره ضبط می‌کرد. به ویژه، در مؤلفه‌هایی مهم و حیاتی همچون لباس و رژیم غذایی.
مسافرت بلژیکا سرآغازی بود بر آنچه که بعدها به نام عصر قهرمانی اکتشاف در قطب جنوب نامیده شد؛ عصر اکتشافی که سفرهای کاوشگرانهٔ اعزامی از کشورهایی همچون انگلستان، سوئد، آلمان و فرانسه را نیز به همراه داشت. با این حال، آمونسن در سال ۱۸۹۹ و هنگام بازگشت به نروژ، تمام توجه خودش را معطوف به سمت شمال نمود. او با توجه به توانایی‌هایی که در خودش می‌دید، اعتمادبه‌نفس لازم در جهت رهبری یک سفر را به‌دست آورده بود. برنامه‌ریزیِ سفر وی شامل یک پیمایش از مسیر شمال غربی بود؛ همان مسیر دریایی از اقیانوس اطلس تا اقیانوس آرام که به‌دلیل راه‌های دخمه‌ای پرپیچ‌وخم — از طریق جزایر شمال کانادا — کاملاً ناشناخته بود. پس از ارتقا به درجهٔ ناخدایی، آمونسن توانست یک اسلوپ کوچک به نام یووا را خریداری نماید که متناسب با سفرهای قطبی او بود. همچنین وی توانست حمایت اسکار دوم را به‌دست‌آورد. در کنار این موضوع، حمایت‌ها از جانب نانسن به‌همراه پشتیبانی مالی مکفی باعث شد تا به همراه ۶ خدمه در ژوئن ۱۹۰۳ عزم سفر کند. مسافرت اکتشافی تا سال ۱۹۰۶ به طول انجامید و کاملاً موفقیت‌آمیز بود. مَعبر شمال غربی — که دریانوردان را برای قرن‌ها مقهور ساخته بود — در نهایت فتح شد. آمونسن در حالی که تنها ۳۴ سال سن داشت، تبدیل به یک قهرمان ملی، با رتبهٔ نخست از کاشفان قطبی گردید.
در نوامبر سال ۱۹۰۶، رابرت پری آمریکایی از آخرین سفر ناموفق به قطب شمال بازگشت. وی مدعی بود که دورترین نقطه شمال از عرض ۸۷° و ۶′ دقیقه جغرافیایی را — که یک رکورد محسوب می‌گردید — کشف کرده است. هرچند، ادعای وی توسط مورخان مورد مناقشه قرار گرفت. پری بلافاصله به تکاپوی گردآوری منابع و حمایت‌های مالی با هدف گشایش سفری جدید پرداخت. در ژوئیه سال ۱۹۰۷، فردریک کوک — هم‌کشتی سابق آمونسن از بلژیکا — در یک برنامه‌ریزی بدون پروپاگاندا، عزم حرکت به سمت سرزمین‌های شمالی نمود. تصور کلی بر این بود که هدف از این سفر، تنها برای شکار است؛ هرچند، شایعاتی نیز از تلاش وی در جهت رسیدن به نقطهٔ قطبی شمال در میان عوام وجود داشت. یک ماه بعد، ارنست شکلتون انگلیسی به همراه تیم مشهور به گروه اکتشافی نمرود، به سمت جنوبگان بادبان کشید در حالی که در همین زمان، رابرت فالکون اسکات، هموطن او آمادهٔ سفر اکتشافی دیگری بود که می‌توانست تلاش گروه شکلتون را به چالش کشیده یا مُنتج به شکست نماید. آمونسن متوجه شد که هیچ دلیل و بهانه‌ای برای سپردن اولویت اکتشاف در جنوبگان به دست انگلیسی‌ها وجود ندارد. از دیدگاه او، پروپاگاندای عمومی برای اعلام رهبری و هدایت یک سفر اکتشافی، کاملاً بی‌مورد به نظر می‌رسید. وی تنها، با بازماندگان همراه خودش از سفر قطبی شمال دربارهٔ این موضوع صحبت کرد.

## آماده‌سازی

### نانسن و کشتی فِرام

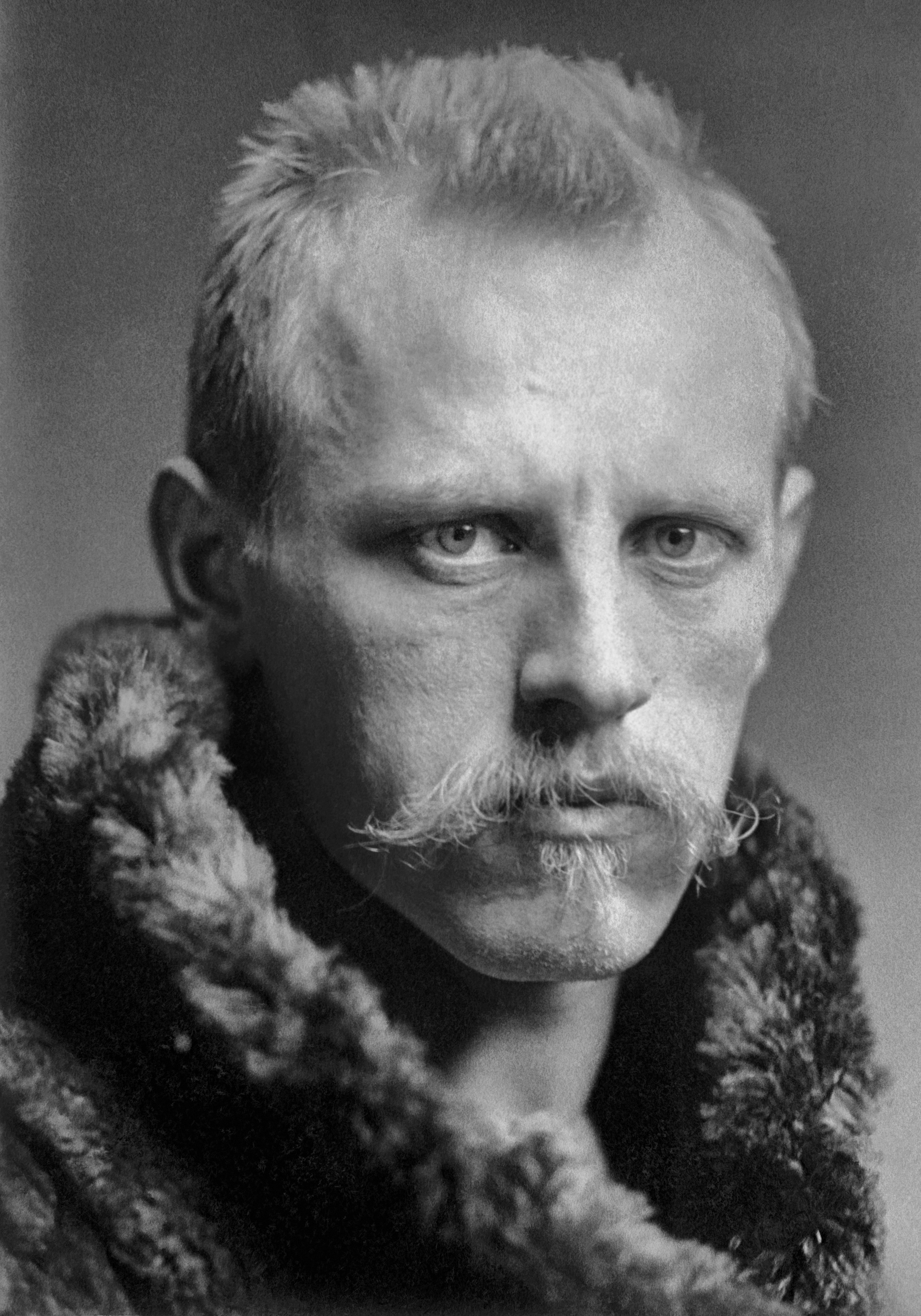
فریتیوف نانسن که با رانش به سمت قطب شمال در سال‌های ۱۸۹۳ تا ۹۶، الهام‌بخش و پایه‌گذار سفر آمونسن گردید

در سال ۱۸۹۳، فریتیوف نانسن با کشتی فِرام به سمت منطقهٔ یخبندانِ سواحل شمالی سیبری سفر کرد و با حرکت رانشی در یخ، راهی گرینلند شد. او امیدوار بود که این تصمیم، مسیری برای رسیدن به قطب شمال باشد. در نهایت، رانش به قطب نرسید و تلاش نانسن و هیالمار یوهانسن برای رسیدن به نقطهٔ قطبی، از طریق راه‌پیمایی پیاده نیز ناموفق بود. با این وجود، استراتژی نانسن، مبنای برنامه‌های آمونسن برای قطب شمال شد. استدلال او چنین بود که اگر از طریق تنگه برینگ وارد اقیانوس منجمد شمالی شود، به خوبی می‌تواند به سمت شرقِ نقطهٔ شروع نانسن برسد. کشتی او می‌توانست با رانش به سمت شمالی‌ترین نقطه، به دو هدف عمده و مهم دست یابد که عبارت بودند از رسیدن به قطب یا گذر از نزدیکی آن.
آمونسن ضمن مشورت با نانسن به این نتیجه رسید که فِرام تنها کشتی موجود و مناسب برای انجام چنین عملیاتی است. کشتی فِرام در تاریخ ۱۸۹۱ تا ۱۸۹۳ توسط کالین آرچر، کشتی‌ساز و معمار برجستهٔ نیروی دریایی نروژ، طراحی و ساخته شده بود. با توجه به شخصیت کاریزماتیک و سخت‌گیر نانسن، کشتی طوری طراحی شد که بتواند برای مدت طولانی در سخت‌ترین شرایط قطبی دوام بیاورد. یکی از ویژگی‌های متمایز کشتی، بدنهٔ مدور آن بود که به گفتهٔ نانسن به کشتی اجازه می‌داد تا مثل مارماهی در آغوش یخ‌ها بلغزد. برای مقاومت فوق‌العادهٔ بدنهٔ کشتی، از غلاف چوب گرین‌هارت آمریکای جنوبی استفاده شد که در حقیقت، سخت‌ترین الوار چوب قابل دسترس بود. تیرهای عرضی و مهاربندهایی در سرتاسر بدنه برای استحکام بیشتر نصب شده بود. عرض زیاد کشتی ۳۶ فوت (۱۱ متر) در برابر طول کلی ۱۲۸ فوت (۳۹ متر) بود که به آن ظاهر قابل توجهی همچون کُندهٔ درخت می‌داد. این طراحی و شکل خاص به استحکام کشتی در یخ کمک می‌کرد اما سرعت و مانورپذیری آن را در آب‌های آزاد کاهش می‌داد. با این حال، ظاهر، سرعت و قابلیت‌های قایقرانی در اولویت نبودند؛ بلکه فراهم کردن پناهگاهی امن و گرم برای خدمه در سفری که ممکن بود سال‌ها طول بکشد، هدف اصلی بود.
کشتی فِرام پس از نزدیک به ۳ سال کاوش در یخ‌های قطبی به واسطهٔ سفر نانسن آسیب ندیده بود. این کشتی پس از بازگشت، به طور مختصر بازسازی و آماده به خدمت شد. تا پیش از آن نیز، در حدود ۴ سال تحت فرمان اتو سوردروپ، وظیفه نقشه‌کشی و بررسی ۱۰۰٬۰۰۰ مایل مربع (۲۶۰٬۰۰۰ کیلومتر مربع) از قلمرو غیرمسکون مناطق جزایر شمالی کانادا را بر عهده داشت. پس از پایان سفر سوردروپ در ۱۹۰۲، کشتی فِرام، مدتی در کریستیانا متوقف بود. اگرچه کشتی از لحاظ فنی، جزئی از اموال دولت بود اما به‌طور ضمنی اذعان شده بود که حق تقدم استفاده از آن با نانسن است. پس از بازگشت او از سفر قطب شمال در سال ۱۸۹۶، آرزویش این بود که بتواند به وسیلهٔ فِرام، به سفر قطب جنوب برود اما در سال ۱۹۰۷، امیدهای او پژمرده شد. در اواخر ماه سپتامبر همان سال، آمونسن به خانهٔ نانسن دعوت شد و در آنجا از او شنید که می‌تواند کشتی را در اختیار داشته باشد.

### گام‌های اولیه
آمونسن در جلسه‌ای از انجمن جغرافیای نروژ به تاریخ ۱۰ نوامبر ۱۹۰۸ برنامه‌هایش را برملا ساخت. او می‌خواست به وسیلهٔ کشتی فِرام و با گُذر از دماغه هورن به سمت اقیانوس آرام برود. ادامهٔ برنامه چنین بود که پس از تدارک آذوقه در سان فرانسیسکو، کشتی به مسیر شمالی ادامه می‌داد و از طریق تنگه برینگ به سمت پوینت بارو حرکت می‌کرد. از آن نقطه به بعد، او یک دورهٔ حدوداً ۴ یا ۵ ساله را برای آغاز رانِش در میان رانه‌یخ‌ها پیش‌بینی کرده بود. از آنجایی که آمونسن امیدوار به اصلاح [اشتباهات احتمالی] یا توضیح پاره‌ای از ابهامات جغرافیایی بود، دانش جغرافیای معاصر می‌توانست شاهد یک کاوشگریِ پراهمیت به همراه مشاهدات مُستمر و تازه باشد. این ایده، شور و شوق بسیاری به همراه داشت و روز بعد، هاکون هفتم، پادشاه نروژ، ضمن اعلان یک فهرست کمک مشترک و اهدای ۲۰۰۰۰ کرونی افتتاح پروژه را اعلام کرد. در ۶ فوریه ۱۹۰۹ پارلمان نروژ مساعدهٔ مالی ۷۵۰۰۰ کرون برای بازسازی کشتی را به تصویب رساند. تأمین مالی عمومی و مدیریت تجاری به برادر آمونسن، «لئون» سپرده شد و بر این اساس، برنامه‌ریزی شده بود که آمونسن بتواند بر جنبه‌های عملی سازماندهی تمرکز کند.
در مارس ۱۹۰۹ اعلام شد که شکلتون، تا پیش از آنکه از سفرش بازگردد، توانسته به عرض ۸۸ درجه و ۲۳ دقیقه جغرافیایی — که در فاصلهٔ ۹۷ مایل دریایی (۱۸۰ کیلومتر) قطب جنوب قرار داشت — دست یابد. آمونسن متوجه شد که تا نقطهٔ قطبی جنوب، تنها یک گامِ کوچک باقی مانده است و سپس بدون تعارف به ستایش شکلتون پرداخت و خطاب به او نوشت: «اهمیت اقداماتش در جنوب، هم‌سنگ اقدامات نانسن در شمال است.» پس از این نزدیکی ناچیز (نسبت به نقطهٔ قطبی)، اسکات انگلیسی نیز بلافاصله قصد خود را برای رهبری یک گروه اعزامی اکتشافی (که بعدها گروه اعزامی ترا نووا نامیده شد) علنی کرد. عنوانی که در ابتدا برای این پروژه برگزیده شد، اصطلاحاً «گوشهٔ کوچک» نام داشت که مقصود از آن، غنیمت برای امپراتوری بریتانیا بود.

### کارکنان و خدمه
آمونسن ۳ ستوان نیروی دریایی را به عنوان افسران هیئت اعزامی خود برگزید. توروالد نیلسن که هدایتگر بود و مقام دوم در فرماندهی را داشت و یالمار فریدریک یرتسن و کریستیان پرسترود. یرتسن با وجود نداشتن پیشینهٔ پزشکی، با این همه، به عنوان پزشک سفر انتخاب شد و البته در قالب یک برنامهٔ فوری و در عین حال کوتاه و فشرده، به یک دوره آموزش جراحی و دندانپزشکی فرستاده شد. اسکار ویستینگ — توپچیِ نیروی دریایی — به سفارش و توصیهٔ پرسترود پذیرفته شد؛ زیرا می‌توانست از عهدهٔ اغلب کارها برآید. ویستینگ اگر چه تا آن زمان تجربهٔ نسبتاً کمی در رابطه با سگ‌های سورتمه داشت اما آنطور که آمونسن بعدها نوشته است، ویستینگ در طول این سفر، به یک دامپزشک آماتور و مفید تبدیل گردید.
یکی از انتخاب‌های اولیهٔ گروه، اولاف بیولاند قهرمان اسکی‌بازی و در عین حال، نجار و مربی اسکی حرفه‌ای بود. بیولاند، متولد مورگدال از ناحیه تلمارک نروژ بود. این منطقه به واسطهٔ داشتن اسکی‌بازان ماهر، زبانزد خاص و عام بود. او همچنین از پیشگامان شیوه‌های جدید ابداع‌شده توسط سوندره نورهیم برای ورزش اسکی بود. نانسن عقیده داشت که استفاده از سگ‌های قطبی و سورتمه، بهترین و کارآمدترین روش برای سیر و سیاحت و اکتشاف مناطق قطبی است و آمونسن، با این عقیدهٔ وی کاملاً موافق بود. همین موضوع دلیلی بود تا آمونسن، ماهرترین راهبران سورتمه را به خدمت بگیرد. هلمر هانسن که پیش‌تر، ارزش‌های خودش را در سفر اکتشافی با کشتی یووا ثابت کرده بود، موافقت کرد که دوباره با آمونسن سفر کند. هانسن مدتی بعد به اتفاق ساوری هاسل که متخصص سگ‌ها و داوطلب پیشین سفر با اتو سوردروپ در کشتی فرام بود، به آمونسن پیوست. هرچند، هاسل قصد سفر تا سان فرانسیسکو را داشت. یورگن سوبرود که نجار بود، یک سازهٔ قابل حمل به عنوان پایگاه و سرپناه گروه اکتشافی ساخته بود که می‌توانستند آن را برچیده و برای ارسال با کشتی فرام آماده نمایند. سوبرود همچنین درخواست پیوستن به گروه را با آمونسن در میان گذاشت که با خواستهٔ او موافقت شد. با توجه به ارزش‌های یک آشپز ماهر، آدولف لینستروم یکی دیگر از داوطلبان پیشین سفر اتو سوردروپ که در کشتی یووا هم آشپزی می‌کرد، به خدمت گروه درآمد.
آمونسن به واسطهٔ تجربیات خود از سفرهای با یووا و بلژیکا، به اهمیت انتخاب همراهان سختکوش و مقاوم آگاه بود و با این گروه مجرب، احساس می‌کرد که ترکیب اصلی سفر خود را در اختیار دارد. او تا سال ۱۹۰۹ به جذب نیرو ادامه داد. گروه وی در نهایت به ۱۹ نفر رسید. به استثنای هیالمار یوهانسن، همهٔ این افراد، انتخاب خود آمونسن بودند. در حقیقت، یوهانسن به درخواست نانسن انتخاب شده بود. یوهانسن، از زمان راه‌پیمایی حماسی خود با نانسن نتوانسته بود آرام و قرار بگیرد. زندگی او به واسطهٔ بدهکاری و بدمستی، در سراشیب سقوط قرار گرفته بود و تلاش‌های نانسن و سایرین برای کمک به وی حاصلی در برنداشت. نانسن آرزو داشت تا به رفیق و همقطار سابقش آخرین فرصت را بدهد تا بلکه بتواند ثابت کند هنوز هم نیرویی توانا و قابل در این میدان عمل است. آمونسن با اکراه و با احساس اینکه می‌دید نمی‌تواند خواسته‌های نانسن را رد کند، سرانجام موافقت کرد. گروه در عین حال متشکل از دو فرد خارجی نیز بود؛ یکی از آنها، اقیانوس‌شناس جوان روسی بود به نام الکساندر کوچین که کارآموز بیورن هلاند-هانسن محسوب می‌گردید و دیگری، یک مهندس سوئدی بود به نام کنوت ساندبک.

### تغییر برنامه
در سپتامبر ۱۹۰۹ بود که روزنامه‌ها، خبرهایی منتشر کردند مبنی بر موفقیت کوک و پری در فتح قطب شمال. کوک در آوریل ۱۹۰۸ و پری، یک سال بعد از آن به این موفقیت نائل شده بودند. هنگامی که جویای نظر آمونسن شدند، او از تأیید صریح هر یک از ادعاها طفره رفت. آمونسن حدس می‌زد این احتمال وجود دارد که هنوز هم کاری برای انجام دادن باقی مانده باشد. در حالی که از حاشیه‌سازیِ پیرامون ادعاهای رقبایش اجتناب می‌ورزید، بلافاصله متوجه شد که برنامه‌هایش می‌تواند به‌طور جدی تحت تأثیر قرار بگیرد. فارغ از مقولهٔ جذاب بودنِ تسخیر قطب جنوب، خودش را در قیدوبند حفظِ منافع عمومی و کمک‌های مالی اهدایی می‌دید و در این رابطه نوشت: «اگر قرار بود که این سفر اکتشافی پابرجا بماند .. به استثنای فتح قطب جنوب، هیچ معضل بزرگی برای من باقی نمانده بود.» بنابراین، آمونسن تصمیم گرفت به جنوب برود. به اعتقاد وی، کشتیرانی در دریایخ شمالی، می‌توانست یک یا دو سال و دست‌کم، تا فتح قطب جنوب، به تعویق بیفتد.
آمونسن، تغییر برنامهٔ خودش را علنی نکرد. دیوید کرین — شرح حال‌نویس اسکات — اشاره می‌کند؛ «بودجه‌های عمومی و خصوصی، تنها به منظور کارهای علمی و اکتشافی در نواحی قطبی شمال منظور شده بود و هیچ معلوم نبود و تضمینی وجود نداشت که حامیان مالی، طرح پیشنهادی جدید آمونسن را که در حقیقت، یک دوربرگردان کامل بود، درک کرده یا با آن موافقت نمایند.» علاوه بر این‌ها، هدفِ تغییر یافته، این احتمال را به وجود می‌آورد تا نانسن، در رابطه با سپردن کشتی فِرام به آمونسن، تجدیدنظر نماید. در کنار همهٔ این موارد، این احتمال هم متصور بود که پارلمان نروژ، به دلیل ترس از تضعیف اسکات و خدشه در روابط با بریتانیا، سفر گروه اکتشافی را متوقف نماید. آمونسن، مقاصد خودش را از همه به استثنای برادرش لئون و نیلسن که مقام دوم فرماندهی را داشت، پنهان کرد. البته این پنهانکاری، معضلاتی هم به همراه داشت؛ اسکات برای مطالعات مقایسه‌ای، ابزارهایی را برای آمونسن در نروژ فرستاده بود و می‌خواست تا هر دو گروه اکتشافی، تحقیقات میدانی انجام دهند. هنگامی که او برای آزمایش سورتمه‌های موتوری خود با آمونسن تماس گرفت تا در مورد همکاری صحبت کند، نروژی از قبول تماس خودداری کرد.
تغییر در برنامهٔ گروه اکتشافی، این الزام را ایجاد نموده بود تا کشتی فِرام، در اوت ۱۹۱۰، نروژ را ترک کرده و به سمت مادیرا در اقیانوس اطلس — که آخرین نقطهٔ تماس با جوامع بشری بود — حرکت کند. پس از آن، کشتی با طی مسافتی مستقیم، به سمت دریای راس و در نهایت، به سمت خلیج نهنگ‌ها در قطب جنوب پیش می‌رفت. در یخ‌تاق راس، یک خلیجک وجود داشت که از دیدگاه آمونسن، نقطهٔ مناسبی برای ایجاد قرارگاه اصلی گروه بود. خلیج نهنگ‌ها، جنوبی‌ترین نقطه در دریای راس بود که کشتی‌ها می‌توانستند تا آنجا پیش بروند و حدود ۶۰ مایل دریایی (۱۱۰ کیلومتر)، نزدیک‌تر از قرارگاه مورد نظر اسکات در دریاراه مک‌موردو، نسبت به نقطهٔ قطبی جنوب بود. شکلتون در سال‌های ۱۹۰۷ تا ۱۹۰۹، خلیج نهنگ‌ها را ناپایدار می‌دانست اما آمونسن از مطالعات خود در مورد سوابق شکلتون، به این نتیجه رسید که یخ‌تاق، در اینجا بر روی آبتل‌ها و جزایر سنگی مستقر است و می‌تواند از یک قرارگاه امن و مطمئن پشتیبانی کند. کشتی فِرام، تا پیش از آنکه گروه اکتشافی — در اوایل سال بعد — اقدام به برچیدن قرارگاه ساحلی نماید، مشغول به کار اقیانوس‌شناسی در اقیانوس اطلس گردید.

### حمل و نقل، تجهیزات و لوازم

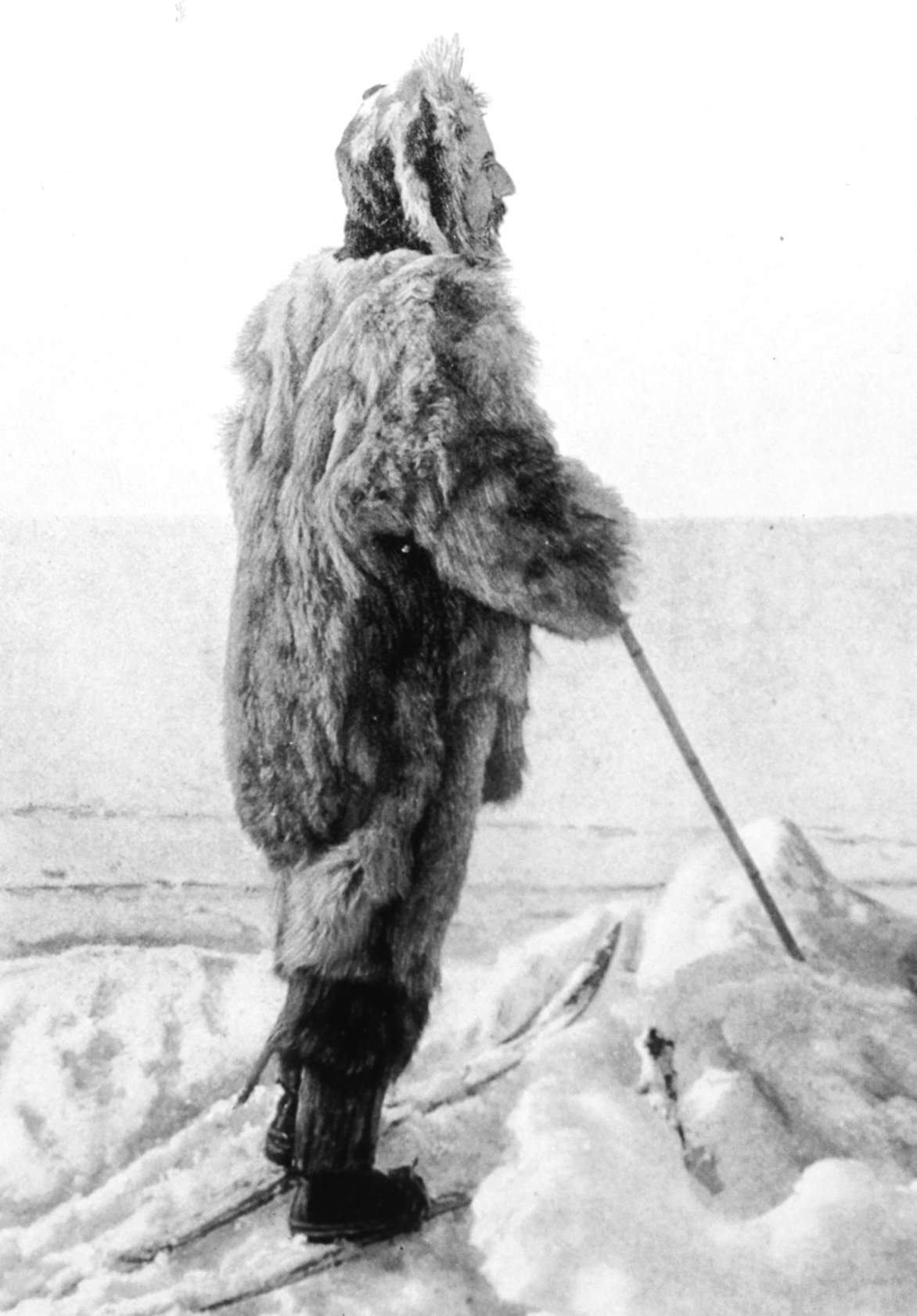
آمونسن به همراه پوشاک ویژه در برف‌ها

آمونسن هیچگاه نتوانست درک کند که چرا مکتشفان انگلیسی نسبت به ارزش سگ‌ها بی‌تفاوت هستند. او بعدها در این باره نوشت: «آیا ممکن است که سگ، نتواند آقای خودش را درک کند؟ یا اینکه برعکس، آقا و اربابش، نتواند سگ را درک کند؟» در پی اجرای تصمیم برای سفر به جنوب، دستور فراهم نمودن ۱۰۰ سگ سورتمه از بهترین و قوی‌ترین سگ‌های گرینلند شمالی را که قابل دسترسی بودند، صادر کرد. مقاومت و بقای مردان گروه کاملاً بر عهدهٔ این حیوانات بود. سگ‌ها — در صورت نیاز — می‌توانستند از گوشت سگ‌های دیگر استفاده نمایند و همین‌طور، برای سایر افراد گروه، گوشت تازه در دسترس بود.
چکمه‌های گروه مکتشفان به وسیلهٔ آمونسن طراحی و ساخته شد. وی مدت ۲ سال در حال آزمایش و بررسی چکمه‌ها برای یافتن پوشش مناسب بود. پوشاک گروه قطبی شامل یک دست لباس از پوست خوک دریایی شمال گرینلند و لباس‌ها، الگوبرداری‌شده از پوشش مردمان نتسیلیک اینویت بود که با پوست گوزن شمالی، پوست گرگ و پارچهٔ گبردین از گروه بِربِری تهیه شده بود. بدنهٔ سورتمه‌ها، ساخته شده از چوب اش نروژی و یخ‌سُره‌های هر سورتمه، از جنس گردوی گرمسیری آمریکایی بود. اسکی‌ها نیز از چوب گردوی گرمسیری ساخته شد؛ چرا که در مسیرهای فوق‌العاده طولانی و خشن، به کاهش احتمال لغزندگی در میان شکاف‌های برف و یخ کمک شایانی می‌نمود. خیمه‌ها از قوی‌ترین و کاربردی‌ترین خیمه‌هایی بود که تا آن زمان وجود داشت. این خیمه‌ها به طور اختصاصی و صرفاً برای محیط قطبی ساخته شده بودند. برای پخت‌وپز در زمان پیش‌روی و راهپیمایی، آمونسن اجاق گاز ویژه و ابداع‌شده توسط نانسن موسوم به چراغ پریموس سوئدی را انتخاب کرد؛ به دلیل اینکه احساس می‌کرد که بعدها فضای بیشتری در دسترس خواهد داشت.
آمونسن با تجاربی که در بلژیکا به‌دست آورده بود، به‌خوبی از خطرات بیماری اسکوروی آگاه بود. اگرچه، علت واقعی بیماری، کمبود ویتامین ث تشخیص داده شده بود اما در آن زمان هنوز کاملاً کشف نشده بود و فقط به‌طور ضمنی چنین برداشت می‌شد که این بیماری به وسیلهٔ خوردن گوشت تازه قابل پیشگیری و درمان است. برای مقابله با خطر احتمالی، آمونسن یک جیره‌بندی برنامه‌ریزی‌شده را لحاظ کرد که شامل ترکیبی از غذای عادی سورتمه‌ها به همراه یک وعدهٔ منظم از گوشت فک بود. وی همچنین دستور داد تا یک نوع خاص از گوشت نمک‌سود برای او تهیه کنند که شامل سبزیجات و بلغور جو دوسر بود. ترکیب به‌دست‌آمده تحریک‌کننده‌تر، مغذی و همین‌طور اشتهاآور بود به گونه‌ای که یافتن آن در نواحی قطبی غیرممکن بود. گروه مکتشفان با محموله‌ای از شراب و مشروبات الکلی تجهیز شده بود. چنین محموله‌ای می‌توانست به عنوان دارو یا برای جشن‌ها و سایر موارد جمعی و دورهمی استفاده گردد. آمونسن برای احتراز از افسردگی گروه در طول سفر و بر اساس تجریهٔ حوادث بلژیکا که در گذشته کسب کرده بود، به منظور پُر کردن اوقات فراغت، کتابخانه‌ای مشتمل بر ۳۰۰۰ جلد کتاب، یک گرامافون، مقدار زیادی صفحه گرامافون و ادوات موسیقی به همراه داشت.

### عزیمت
در ماه‌های پیش از عزیمت، کسب بودجهٔ لازم برای گروه اکتشافی سخت‌تر شد. محدود بودن علایق عمومی، از دلایل لغو انتشار فراگیر خبر در روزنامه‌ها بود و پارلمان، درخواست ۲۵۰۰۰ کرون دیگر را رد کرد. آمونسن خانه‌اش را در رهن گذاشت تا بلکه بتواند مانع از گسستگی گروه اعزامی گردد. وی در حالی که به‌شدت مقروض بود، برای جلوگیری از ورشکستگی مالی، وابسته به موفقیت این سفر اکتشافی بود.
پس از گذشت یک ماه از سفر آزمایشی در شمال اقیانوس اطلس، کشتی فِرام در اواخر ژوئیه ۱۹۱۰ به‌منظور سوار کردن سگ‌ها بر عرشه و آماده‌سازی نهایی برای عزیمت، به کریستیان‌ساند رفت. در آنجا، پیشنهاد کمک «پیتر دون پدرو کریستوفرسن» را دریافت داشت. شخص اخیر، تبعه نروژ بود و برادرش نیز، وزیر مختار نروژ در بوئنوس آیرس محسوب می‌گردید. کریستوفرسن، قصد داشت تا سوخت و ملزومات دیگر را در مونته‌ویدئو یا بوینس آیرس، در اختیار فِرام بگذارد و آمونسن نیز، از این پیشنهاد استقبال کرد. درست پیش از آنکه فِرام در تاریخ ۹ اوت آمادهٔ عزیمت گردد، آمونسن مقصد واقعی این سفر اکتشافی را با پرسترود و یرتسن، افسران جوان گروه در میان نهاد. در فاصلهٔ ۴ هفته مانده تا فونچال در مادیرا، شک و تردید در میان خدمه شروع شد. آن‌ها وقتی نمی‌توانستند برخی از مقدمات سفر را درک کنند، سئوالاتی را مطرح می‌کردند که البته، با پاسخ‌های غیرمرتبط و افسران گریزان از توضیح مواجه می‌شدند و همین موضوع، دامنهٔ تردید آن‌ها را بیشتر می‌کرد. رولند هانتفورد — شرح حال‌نویس آمونسن — در این رابطه می‌نویسد: «سوءظن کافی در قبال روحیه ناکافی» به خوبی بیانگر اوضاع خدمه بود.
فِرام در تاریخ ۶ سپتامبر به فونچال رسید. سه روز بعد، آمونسن خدمه را از تغییر برنامه آگاه نمود و افزود که می‌خواهد در راه رسیدن به قطب شمال — که هنوز هم مقصد نهایی بود — یک مسیر انحرافی به قطب جنوب را نیز آزمایش کند؛ هرچند، نیاز بود که مدتی صبر کنند. پس از اینکه آمونسن طرح‌های پیشنهادی جدید را برملا ساخت، از افراد گروه جداگانه پرسش نمود که آیا مایل به ادامه هستند یا خیر. همهٔ پاسخ‌ها مثبت بود. آمونسن نامه‌ای طولانی دربارهٔ شرح وقایع خطاب به نانسن نوشت و تأکید کرد که چگونه ادعای کوک و پری در راستای مقولهٔ قطب شمال، «ضربهٔ مرگباری» به برنامه‌های اولیه‌اش وارد کرده است. او احساس می‌کرد که در مقابل عمل انجام یافته‌ای قرار گرفته است و ضمن درخواست بخشش، اظهار امیدواری کرد که دستاوردهایش در نهایت، کفارهٔ هر گناهی باشد.
پیش از ترک فونچال در ۹ سپتامبر، آمونسن تلگرافی برای اسکات فرستاد تا او را از تغییر برنامه مطلع نماید. ترا نووا — کشتی اسکات — در ۱۵ ژوئن، کاردیف را در میان شور و شوق فراوانِ مشایعت‌کنندگان، ترک کرده بود و قرار بر این بود که در اوائل اکتبر، به استرالیا برسد. اسکات، در مسیر ملبورن بود که آمونسن تلگراف خود را ارسال کرد. تلگراف ارسالی، فاقد هرگونه اطلاعات مکفی بود و تنها اشاره می‌کرد که او [آمونسن] به سمت قطب جنوب پیش می‌رود. هیچ نشانه‌ای از برنامه‌های نروژی یا مقصد او در قطب جنوب، ارائه نشده بود. اسکات خطاب به جان اسکات کلتی، دبیر انجمن سلطنتی جغرافیا در انگلستان، نوشت: «فکر می‌کنم به وقتش، متوجه خواهیم شد.» اخبار برنامهٔ اصلاح‌شده آمونسن، در اوائل اکتبر به نروژ رسید که به‌طور عمومی، واکنش‌های خصمانه‌ای را برانگیخت. نانسن، در رابطه با این موضوع، آرزوی موفقیت برای گروه نمود و صمیمانه، به تأیید این برنامه پرداخت. اقدامات آمونسن — به استثنای چند مورد — توسط جراید و اکثریت قریب به اتفاق مردم، محکوم شد و بودجه، تقریباً به‌طور کامل منتفی شد. واکنش‌ها در بریتانیا کاملاً نامطلوب بود. کلتی — دبیر انجمن سلطنتی جغرافیا — در ابتدا ناباورانه با این موضوع برخورد کرد و به زودی واکنش او به خشم و تمسخر تبدیل شد. سر کلمنتس مارکم، از اعضای بانفوذ سابق انجمن در رابطه با این موضوع، نوشت: «من جزئیات کامل رفتار پنهانی آمونسن را برای اسکات فرستاده‌ام … اگر من جای اسکات بودم، اجازه نمی‌دادم که آنها، لنگر بیندازند.» در همین هنگام، خدمه کشتی فِرام که از واکنش‌های جهان بی‌خبر بودند، ۴ ماه به سمت جنوب حرکت کردند. اولین کوه یخ، در روز سال نو ۱۹۱۱ مشاهده شد. در ۱۱ ژانویه، یخ‌تاق نمایان شد و در نهایت، در ۱۴ ژانویه، فِرام در خلیج نهنگ‌ها بود.

## فصل اول از ۱۹۱۰ تا ۱۹۱۱

### فرامهیم
پس از اینکه کشتی فِرام در گوشهٔ جنوب شرقی خلیج بر روی یخ‌ها لنگر انداخت، آمونسن یک منطقه را برای ساختِ مقر اصلی هیئت اکتشافی در نظر گرفت. این منطقه در حدود ۲٫۲ مایل دریایی (۴٫۱ کیلومتر) از کشتی فاصله داشت. شش تیم از سگ‌ها در حمل و نقل محموله‌ها به منطقهٔ مورد نظر مشارکت داشتند و تلاش برای احداث کلبه در آنجا آغاز گردید. بیولاند و یورگن سوبرود، پایه‌ها را در یخ جاسازی نمودند که به دلیل شیب‌دار بودن سطح زمین، این عمل برای تسطیح آن ضروری می‌نمود. از آنجایی که وزش معمول باد از جانب شرق بود، کلبه بر روی یک محور شرق به غرب ساخته شد؛ در حالی که ورودی آن، به سوی غرب قرار داشت. در این مسیر، فقط بخشی از دیوار شرقی در معرض باد شدید بود. سقف کلبه در تاریخ ۲۱ ژانویه نصب شد و شش روز بعد، کلبه تکمیل شده بود. در همان زمان، یک منبع بزرگ از گوشت — شامل ۲۰۰ بستهٔ مهر و موم‌شده — به جهت آذوقهٔ تیم مکتشفِ ساحلی و همچنین برای ذخیره در انبارها — قبل از عزیمت به سمت قطب — به مقر اصلی رسید. نامی که برای این مقر انتخاب گردید، فرامهیم بود؛ به معنی خانهٔ فِرام (برگرفته از نام کشتی فِرام).
در اوایل صبح روز سوم فوریه، «ترانووا» به‌طور غیرمنتظره‌ای به خلیج نهنگ‌ها رسید. گروه در تاریخ ۲۹ نوامبر سال ۱۹۱۰ از نیوزیلند حرکت کرده و در اوایل ژانویه به دریاراه مک‌موردو وارد شده بود. پس از رسیدن اسکات و گروه وی به آنجا، ترا نووا یک تیم شش نفره را به رهبری ویکتور کمپل با مأموریت عزیمت به سمت شرق سرزمین شاه ادوارد هفتم برگزید. انتخاب این گروه در جهت کاوش این سرزمین بود که در آن زمان هنوز ناشناخته مانده بود. این سرزمین به وسیلهٔ یخ دریا از طریق ساحل مسدود شده بود؛ به همین دلیل، کشتی مجبور شد به سمت غرب به حرکت ادامه دهد و در امتداد لبه بریدگی به جستجوی یک منطقه مناسب برای توقف بپردازد که بر حسب اتفاق با فِرام مواجه می‌شوند. اسکات پیش از این فکر می‌کرد که آمونسن ممکن است پایگاه خودش را در منطقه «دریای ودل» برپا نماید که درست در طرف مقابل این قاره قرار داشت. این واقعه، نشانه آن بود که نروژی‌ها مسابقه رسیدن به نقطه قطبی را با یک مزیت ۶۰ مایلی دریایی آغاز کرده‌اند که همین موضوع به منزله هشدار و زنگ خطری برای بریتانیایی‌ها بود. هر دو گروه رفتار بسیار مودبانه‌ای نسبت به یکدیگر ابراز داشتند. «کمپل» و افسران وی از جمله هری پنل و جورج موری لویک صبحانه را بر روی عرشه فِرام میل نمودند و متقابلاً، نهار بر روی عرشه ترا نووا صرف شد. آمونسن هنگامی که فهمید کشتی ترا نووا بی‌سیم (رادیو) ندارد، آسوده‌خاطر شد؛ چرا که مخابرهٔ رادیویی، می‌توانست ترفند او را برای ارسال خبر موفقیت قطبی  [به عنوان اولین نفر] به مخاطره بیندازد. با همهٔ این احوال، اظهارنظر «کمپل» مبنی بر اینکه سورتمه‌های موتوری اسکات به خوبی کار می‌کنند، وی را نگران کرد. با این وجود، بخشی را در کنار فرامهیم به عنوان پایگاهی برای اکتشاف سرزمین پادشاه ادوارد هفتم پیشنهاد داد. کمپل چنین پیشنهادی را رد کرد و به سمت دریاراه مک‌موردو رفت تا اسکات را از مکان جاگیری آمونسن مطلع کند.

### سفر آمادگاه
در اوایل فوریه بود که آمونسن، شروع به سازماندهی سفرهایی برای بارگذاری نیازمندی‌های سفر در سراسر یخ‌تاق نمود؛ او می‌خواست برای پیشتازی به سمت مرکز قطب در تابستان آینده آماده باشد. انبارهای تدارکاتی که در فواصل زمانی معین — در مسیر پیش‌بینی‌شده — گذاشته می‌شد، می‌توانست مقدار آذوقهٔ قابل‌حمل گروه را کاهش داده و باعث چابکی سورتمه‌ها گردد. سفرهای آمادگاه در عین حال می‌توانست به عنوان اولین آزمون واقعی تجهیزات و برآورد توان سگ‌ها و مردان گروه اکتشافی باشد. آمونسن برای اولین سفر که در ۱۰ فوریه آغاز شد، پرسترود، هلمر هانسن و یوهانسن را برای همراهی خود انتخاب کرد. ۱۸ سگ، سه سورتمه را می‌کشیدند. قبل از عزیمت، آمونسن سفارش‌های لازم را در مورد کشتی فِرام به نیلسن یادآور شد. کشتی می‌بایست برای انجام برخی از کارها به سمت بوینس آیرس حرکت می‌کرد که شامل بخشی از مأموریتش در رابطه با اقیانوس‌شناسی مناطق اقیانوس جنوبی و سپس، بازگشت به پایگاه در اسرع وقت و به سال ۱۹۱۲ بود.
هنگامی که این ۴ نفر سفر خود به سمت جنوب را آغاز کردند، اطلاعات و دانش آنها از یخ‌تاق — تنها — منحصر به کتاب‌هایی بود که کاوشگران قبلی منتشر کرده بودند و به همین دلیل شرایط سختِ سفر را کاملاً پیش‌بینی می‌کردند. وقتی دریافتند که سطح یخ‌تاق بسیار شبیه به یک یخچال طبیعی معمولی است، شگفت‌زده شدند. در روز نخست، آنها توانستند که ۱۵ مایل دریایی (۲۸ کیلومتر) را طی نمایند. آمونسن متوجه شد که سگ‌های گروه در این شرایط، چقدر کارآمد هستند و از بیزاری انگلیسی‌ها نسبت به مقولهٔ استفاده از سگ‌ها در یخ‌تاق، متعجب بود. گروه در ۱۴ فوریه به ۸۰ درجهٔ عرض جغرافیایی جنوبی رسید و پس از بارگذاری مرسوله‌ها در انبار، به سمت قرارگاه اصلی برگشت و در ۱۶ فوریه، به فرامهیم رسید.
در ۲۲ فوریه، گروه دوم بارگذاری مرسوله‌ها، فرامهیم را با ۸ مرد، ۷ سورتمه و ۴۲ سگ ترک کرد. شرایط در یخ‌تاق، به شدت نامساعدتر و دمای متوسط، تا حدود ۹ درجه کاهش یافته بود و برف سهمگین، سراسر سطح یخ را — که قبلاً صاف بود — پوشانده بود. در سوم مارس و در دمای هوایی که گاهی تا ۴۰− درجه سلسیوس (۴۰− درجه فارنهایت) می‌رسید، گروه بارگذار دوم توانست به ۸۱ درجهٔ عرض جغرافیایی جنوبی برسد و در آنجا، انبار تدارکاتی دوم را ایجاد کرد. البته، به همین مقدار بسنده نکردند و آمونسن به اتفاق هلمر هانسن، پرسترود، یوهانسن و ویستینگ به همراه قوی‌ترین سگ‌ها به پیشروی ادامه دادند و امید داشتند که بتوانند به ۸۳ درجهٔ عرض جغرافیایی جنوبی برسند. هرچند، در ۸ مارس — در شرایطی کاملاً دشوار — و در محدودهٔ ۸۲ درجه عرض جغرافیایی جنوبی، به ناچار متوقف شدند. آمونسن به خوبی متوجه شد که سگ‌ها، خسته شده‌اند. گروه به سمت قرارگاه بازگشت و با سورتمه‌های چالاک و کم‌وزن، به سرعت حرکت کرد تا بتواند در ۲۲ مارس به فرامهیم برسد. آمونسن قصد داشت پیش از شب قطبی — که در آستانهٔ رخداد بود — و سفر را غیرممکن می‌نمود، تدارکات بیشتری به سمت جنوب انتقال داده شود. به همین منظور و در ۳۱ مارس، گروهی متشکل از ۷ مرد به رهبری یوهانسن از فرامهیم به سمت انبار واقع در ۸۰ درجهٔ عرض جغرافیایی جنوبی عزیمت کرد. این گروه، حامل گوشت ۶ فک ذِبح شده — معادل ۳٬۰۰۰ پوند (۱٬۴۰۰ کیلوگرم) — و ۴۰ گالون بریتانیایی (۱۸۰ لیتر) نفت سفید بود. گروه در ۱۱ آوریل بازگشت؛ هرچند، این بازگشت به دلیل سرگردان شدن در میدانی از شکاف‌ها، ۳ روز دیرتر از حد انتظار بود.
سفرهای آمادگاه در مجموع، توانست ۳ انبار ذخیره با حجم ۷٬۵۰۰ پوند (۳٬۴۰۰ کیلوگرم) را ایجاد نماید که شامل ۳٬۰۰۰ پوند (۱٬۴۰۰ کیلوگرم) گوشت فک و ۴۰ گالون بریتانیایی (۱۸۰ لیتر) نفت سفید بود. آمونسن به واسطهٔ چنین سفرهایی، چیزهای زیادی آموخت. به ویژه در سفر دوم و همان هنگام که سگ‌ها با سورتمه‌های فوق‌العاده سنگین، دست‌وپنجه نرم می‌کردند. او تصمیم گرفت — در صورت لزوم — در ازای کاهش تعداد مردان گروه، در عوض، بر تعداد سگ‌ها برای سفر اصلی قطبی بیفزاید. این سفرها البته نتایج دیگری را هم در پی داشت؛ اختلافاتی در میان مردان — به ویژه میان یوهانسن و آمونسن — آشکار شد. در طول سفر دوم، یوهانسن به شکل آشکار از ماهیت نامطلوب تجهیزات گلایه کرد. «آمونسن احساس می‌کرد که اقتدارش، به چالش کشیده شده است.»

### زمستان

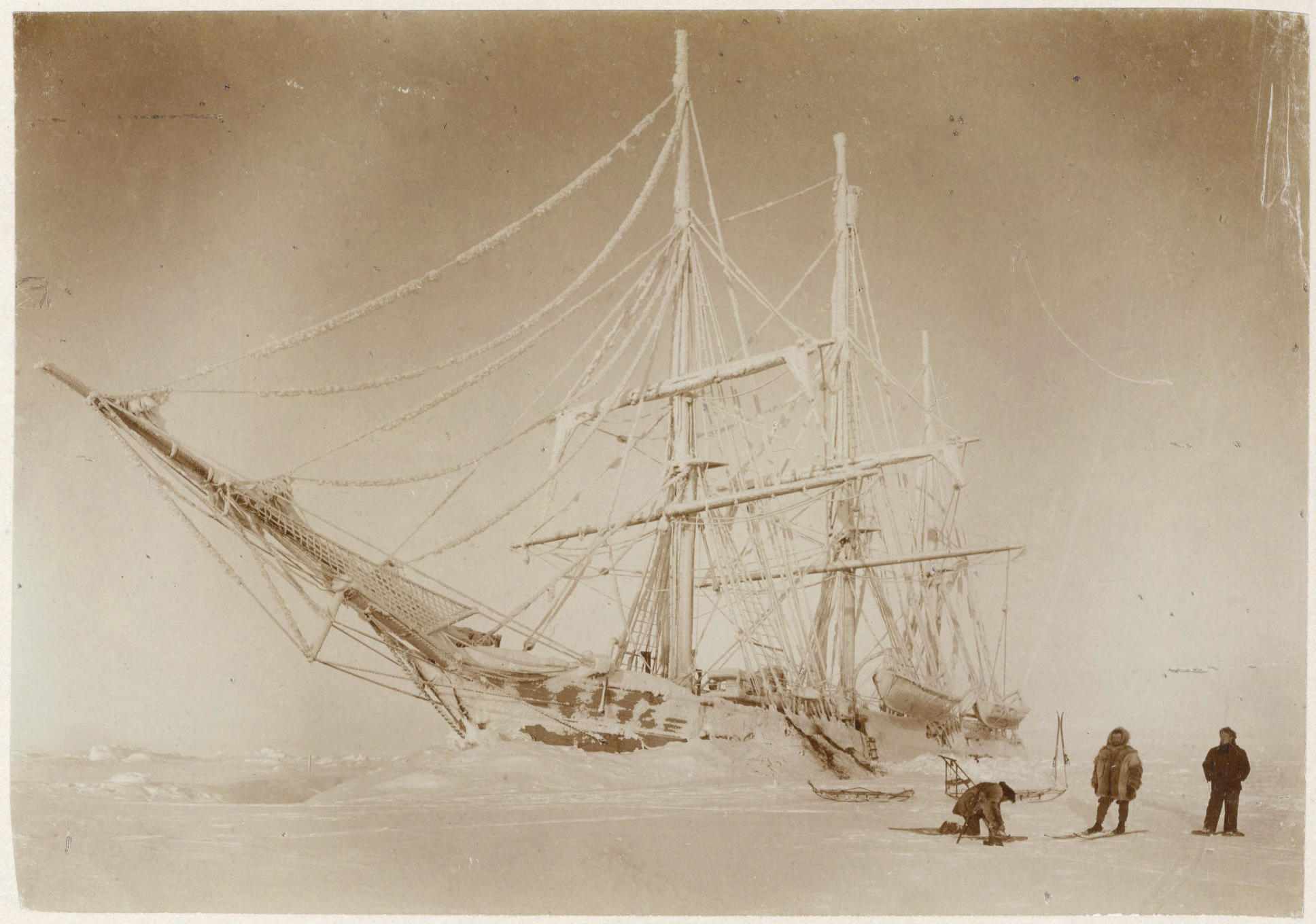
کشتی آر.وی بلژیکا — در حالی که در یخ‌ها، محبوس شده است (سال ۱۸۹۸) — آمونسن به‌واسطهٔ تجربیاتش از گیر افتادن در زمستانِ سخت و بروز افسردگی، برای پُر کردن اوقات فراغت مردانش، به خوبی برنامه‌ریزی کرده بود.

هنگامی که خورشید در ۲۱ آوریل بر فراز فرامهیم غروب کرد، تا ۴ ماه بعد، دوباره ظاهر نمی‌شد و به همین علت، آمونسن در اندیشهٔ کسالت و از دست رفتن روحیه مردان گروه بود. همان معضلی که — در سال‌های پیش — زمستان اکتشافی آر.وی بلژیکا را در یخ، مصیبت‌بار کرده بود. اگرچه امکان سورتمه‌رانی وجود نداشت اما وی اطمینان حاصل می‌کرد که دورهمی گروهی همیشه برگزار و فعال باشد. از آنجایی که سورتمه‌ها در طول سفر آمادگاه به خوبی کار نکرده بودند، یک کار ضروری برای مشغول نگه داشتن مردان، می‌توانست بهبود بخشیدن عملکرد سورتمه‌ها باشد. علاوه بر سورتمه‌هایی که به‌طور خاص برای این کاوشگری انتخاب شده بودند، آمونسن چندین سورتمهٔ اتو سوردروپ از سفر اکتشافی فرام (۱۸۹۸ تا ۱۹۰۳) را هم با خود آورده بود و اکنون چنین می‌پنداشت که برای هدف پیش‌رو مناسب‌تر هستند. بیولاند وزن این سورتمه‌های قدیمی را با رنده کردن برخی چوب‌ها تقریباً به یک‌سوم کاهش داد و همچنین توانست ۳ سورتمه برای خودش از چوب درخت هیکوری بسازد. قرار بر این بود تا سورتمه‌های تعدیل‌شده، برای عبور از یخ‌تاق استفاده شوند؛ در حالی که سورتمه‌های جدید بیولاند می‌توانستند در مراحل پایانی سفر و در سراسر فلات جنوبگان مورد استفاده قرار بگیرند. یوهانسن جیره‌های هر سورتمه را تهیه کرد که عبارت بودند از ۴۲۰۰۰ بیسکویت، قوطی پمیکان و حدود ۲۲۰ پوند (۱۰۰ کیلوگرم) شکلات. در همین حال، سایر افراد گروه بر روی بهبود چکمه‌ها، تجهیزات آشپزی، عینک‌های برفی، اسکی‌ها و چادرها تمرکز کردند. به منظور پیشگیری از خطر بیماری اسکوربوت، روزانه ۲ وعده از گوشت فک که قبل از شروع زمستان به مقدار زیاد جمع‌آوری و منجمد شده بود، می‌خوردند. لیندستروم — آشپز گروه اکتشافی — ویتامین ث مورد نیاز وعده‌های غذایی را نیز با سیاه گیله و تمشک شمالی که در بانکه‌های شیشه‌ای نگهداری شده بود، تکمیل می‌نمود و در کنار این موارد، نان سبوس‌دار تهیه‌شده با مخمر تازه، سرشار از ویتامین‌های گروه ب را هم فراهم می‌کرد.
بر طبق اظهارات هاسل: «در حالی که آمونسن به افراد و تجهیزات خود اطمینان کامل داشت، با این همه، تصور سورتمه‌های موتوری اسکات و بیم از موفقیت گروه کاوشگر بریتانیایی، افکار او را پیوسته مغشوش نگاه می‌داشت.» با در نظر گرفتن این موضوع، آمونسن قصد داشت سفر قطبی را به محض طلوع خورشید در اواخر ماه اوت آغاز کند. یوهانسن در این زمینه هشدار داده بود که در اوایل فصل، یخ‌تاق به شدت سرد خواهد بود؛ هرچند، نتوانست رهبر گروه را قانع کند و در طلوع آفتاب روز ۲۴ اوت، ۷ سورتمه آمادهٔ عزیمت شد. نگرانی‌های یوهانسن موجه به نظر می‌رسید؛ زیرا شرایط سخت برای ۲ هفتهٔ آینده، وقتی که دمای هوا به −۵۸ درجه سلسیوس (−۷۲ درجه فارنهایت) رسید، خروج مردان گروه از فرامهیم را غیرممکن کرد. در ۸ سپتامبر ۱۹۱۱، زمانی که دمای هوا به −۲۷ درجه سلسیوس (−۱۷ درجه فارنهایت) رسید، آمونسن متوجه شد که دیگر نمی‌تواند صبر کند و به استثنای لیندستروم — که در فرامهیم تنها ماند — سایر اعضای گروه به راه افتادند.

## فصل دوم از ۱۹۱۱ تا ۱۹۱۲

### شروع اشتباه
گروه مکتشفان، حدود ۱۵ مایل دریایی (۲۸ کیلومتر) در هر روز طی می‌کرد که پیشرفت اولیه خوبی محسوب می‌گردید. سگ‌های سورتمه، دچار چنان هیجان‌زدگی شده بودند و سخت می‌دویدند که باعث می‌شد تا برخی از قوی‌ترین آنها، از گروه جدا شده و به شکل سردسته و پیشگام، سورتمه را به پیش برانند. از آنجایی که لباس‌های مردان گروه، متشکل از پوست گرگ و پوست گوزن شمالی بود، در هنگام حرکت و جنب‌وجوش، می‌توانستند به‌خوبی با دمای انجماد مقابله نمایند اما چنانچه متوقف می‌شدند، دچار رنج می‌شدند و شب‌ها نیز به زحمت می‌خوابیدند. سگ‌ها هم مثل مردان گروه از مصیبت سرما در امان نبودند و پنجه‌های آنها سرمازده شد. گروه اکتشافی در ۱۲ سپتامبر و در دمای هوای −۵۶ درجه سلسیوس (−۶۹ درجه فارنهایت) پس از طی مسافت تنها ۴ مایل دریایی (۷٫۴ کیلومتر) متوقف شد و برای ساختن سرپناه، اقدام به ساخت ایگلوها نمودند. آمونسن در این لحظه بود که متوجه شد راهپیمایی قطبی را در این فصل خیلی زود شروع کرده‌اند؛ نمی‌خواست به خاطر لجاجت، جان مردان و سگ‌ها را به خطر بیندازد و بنابراین تصمیم گرفت که به فرامهیم برگردند. یوهانسن در همین رابطه در دفتر خاطرات خود به این شروع پیش از موعد احمقانه، آن هم در چنین سفر طولانی و تاریخی‌ای و خطرات وسواس از شکست و جا ماندن — از جانب انگلیسی‌ها — اشاره کرده است.
در ۱۴ سپتامبر و در راه بازگشت به فرامهیم، برای چابک شدن سورتمه‌ها، اغلب تجهیزات در انبار واقع در ۸۰ درجهٔ جنوبی گذاشته شد. تنها یک روز بعد، در بوران شدید و دمای انجماد، چندین سگ — از شدت سرما — تلف شدند و برخی از آنها که ناتوان بودند، به ناچار بر روی سورتمه‌ها قرار داده شدند. در ۱۶ سپتامبر و در فاصلهٔ حدود ۴۰ مایل دریایی (۷۴ کیلومتر) تا فرامهیم، آمونسن به افراد گروه دستور داد تا سریع‌تر به سمت قرارگاه حرکت کنند. در آن هنگام، او سورتمه‌ای برای خودش نداشت و بنابراین، به سورتمهٔ ویستینگ رفت و سوار شد و به اتفاق هلمر هانسن و گروه او، سایرین را پشت سر گذاشت. این ۳ نفر، پس از ۹ ساعت به فرامهیم رسیدند؛ در حالی که ۲ ساعت بعد، بیولاند و سوبرود و سپس اندکی بعد، هاسل توانست که خودش را برساند. یوهانسن و پرسترود — بدون سوخت یا غذا — بیرون و در برف و بوران مانده بودند. سگ‌های سورتمهٔ پرسترود، کاملاً از پا افتاده و پنجه‌های آنها به شدت منجمد شده بود و پس از نیمه‌شب بود که به قرارگاه رسیدند. این دو نفر، اندکی بیش از ۱۷ ساعت را به جستجوی قرارگاه در برف و بوران گذرانده بودند.
روز بعد، آمونسن از یوهانسن دربارهٔ دیر رسیدنش به همراه پرسترود، سؤالاتی نمود که یوهانسن با پرخاش و عصبانیت پاسخ داد: «احساس می‌کردم ما را به حال خودمان رها ساخته‌اید و رهبر گروه را به خاطر پشت سر گذاشتن مردان گروهش به باد انتقاد گرفت.» آمونسن بعدها به اطلاع نانسن رساند که یوهانسن، به‌شدت سرکش شده بود و در نتیجه، تصمیم گرفت تا وی را از گروه فاتحان نقطهٔ قطبی کنار بگذارد و با این اقدام، گروه اصلی آمونسن — برای رسیدن به نقطهٔ مرکزی قطب — به پنج نفر کاهش یافت. یوهانسن، تحت فرمان پرسترود — برای اکتشاف سرزمین شاه ادوارد هفتم — قرار گرفت. سوبرود هم متقاعد شد که به آنها بپیوندد و در نتیجه، تنها آمونسن به اتفاق هلمر هانسن، بیولاند، هاسل و ویستینگ، در قالب گروهی ۵ نفره، مصمم به فتح نقطهٔ مرکزی قطب شدند.

### سفر قطب جنوب

#### سدها و کوه‌ها

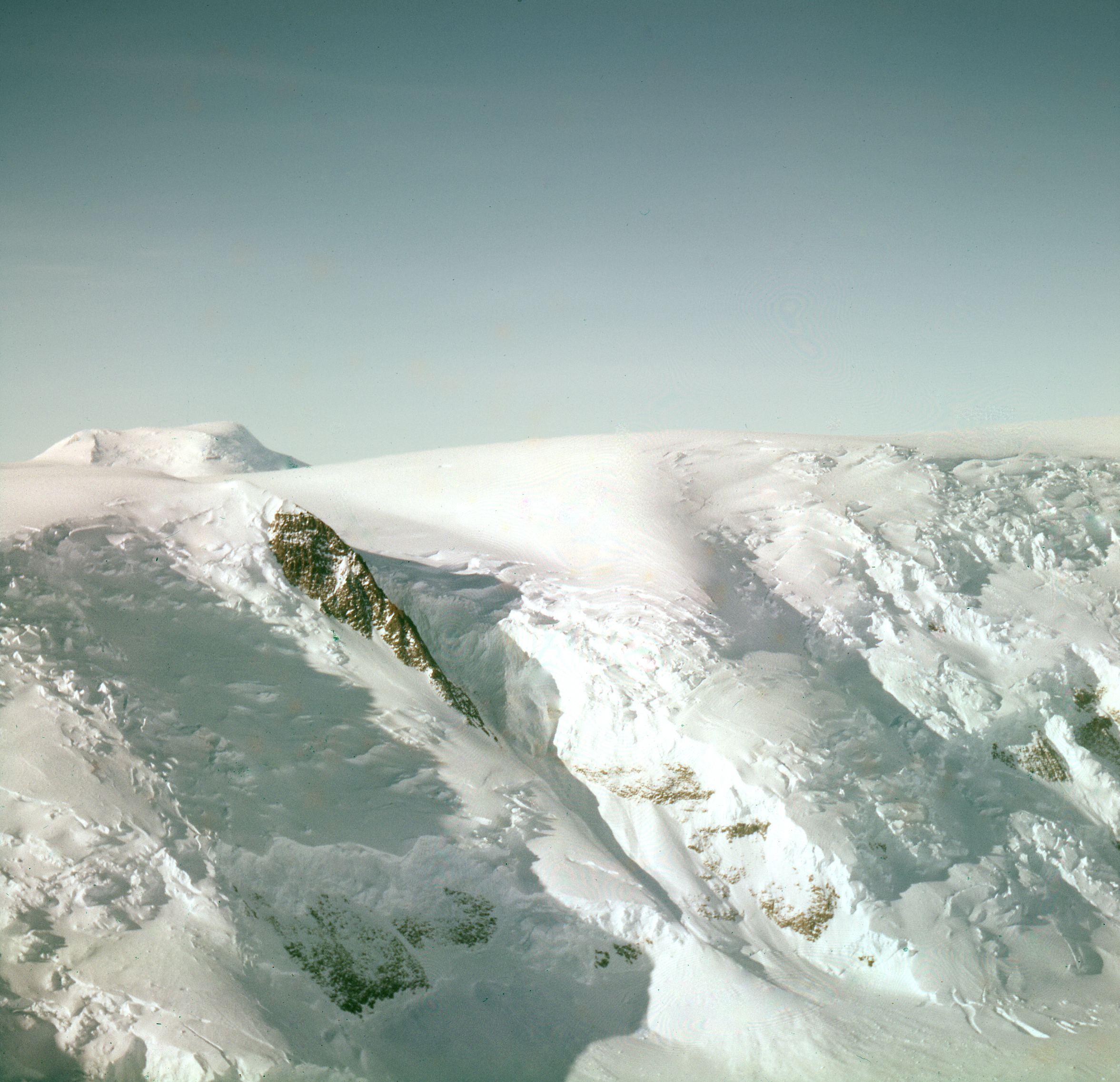
یک بخش ناشناخته از یخچال طبیعی اکسل هایبرگ که مسیر آمونسن به فلات جنوبگان بود

با وجود اشتیاق بسیار زیاد گروه برای شروع دوباره، آمونسن تا اواسط اکتبر و پیدا شدن اولین نشانه‌هایی از بهار منتظر ماند. در ۱۵ اکتبر، هرچند آمونسن آمادهٔ عزیمت بود اما به دلیل شرایط جوی نامساعد، نتوانست اقدام به حرکت نماید و چند روز منتظر ماند. در ۱۹ اکتبر سال ۱۹۱۱ بود که این ۵ مرد، به همراه ۴ سورتمه و ۵۲ سگ، سفر خود را آغاز کردند. شرایط جوی، به سرعت نامساعد می‌گردید و گروه مکتشف در حالی که در مه سنگینی گرفتار شده بود، در شکاف‌های عمیقی که گروه بارانداز یوهانسن در پاییز گذشته کشف کرده بود، سرگردان شد. ویستینگ بعدها یادآور شد که چگونه سورتمه‌اش در حالی که آمونسن هم بر روی آن قرار داشت، هنگامی که یک پُل یخی در زیر آن شکسته شد، تقریباً تا مرز ناپدید شدن — در یکی از آن شکاف‌های عمیق — پیش رفتند.
با وجود این رویداد ناگوار، مکتشفان قطبی روزانه در حدود ۱۵ مایل دریایی (۲۸ کیلومتر) را تحت پوشش و اکتشاف داشتند و در ۵ نوامبر بود که به انبارِ تدارکاتی واقع در ۸۲ درجهٔ جنوبی رسیدند. آنها مسیر خود را با ردیفی از ستون‌های نشانگر — ساخته‌شده از بلوک‌های برفی سخت — مشخص کرده بودند. این ستون‌ها به فاصلهٔ هر ۳ مایل در طول مسیر نصب گردیده بود. در ۱۷ نوامبر، گروه مکتشف به لبهٔ حائل و چشم‌انداز کوهستان سراسری جنوبگان رسیدند. برخلاف اسکات که دنباله‌رو خط‌سیر شکلتون از طریق یخچال طبیعی بیردمور بود، آمونسن به تکاپوی یافتن خط‌سیر خودش در میان کوه‌ها بود. پس از چند روز کاوشگری دامنه‌ها و بالا رفتن تا ارتفاع ۱٬۵۰۰ فوت (۴۶۰ متر)، گروه موفق به یافتن مسیری مشخص شدند؛ یک یخچال طبیعی شیب‌دار به طول ۳۰ مایل دریایی (۵۶ کیلومتر) که کمک به پیشروی به سمت فلات می‌نمود. آمونسن این مکان را به پاس قدردانی از یکی از حامیان مالی خودش، یخچال طبیعی اکسل هایبرگ نام‌گذاری نمود. این صعود سخت‌تر از آن چیزی بود که پیش‌بینی کرده بودند؛ برخی مواقع ناچار بودند که از مسیرهای انحرافی ناخواستهٔ همراه با برف‌های نرم عبور نمایند. پس از ۳ روز کوهنوردی دشوار، مکتشفان موفق شدند به مرتفع‌ترین نقطهٔ یخچال طبیعی برسند. آمونسن تحسین‌کنندهٔ کار سگ‌ها بود و اندیشهٔ آن‌هایی را که معتقد بودند سگ‌ها در چنین شرایطی کارایی لازم را ندارند، به سخره می‌گرفت. در ۲۱ نوامبر، گروه ۱۷ مایل را طی نموده و تا ارتفاع ۵٬۰۰۰ فوت (۱٬۵۰۰ متر) صعود کرده بود.

#### راه‌پیمایی به سمت قطب
آمونسن هنگام رسیدن به ارتفاع ۱۰٬۶۰۰ فوت (۳٬۲۰۰ متر) در قلهٔ یخچال‌های طبیعی و در ۸۵ درجه و ۳۶ دقیقه از مختصات جغرافیایی، برای مرحلهٔ نهایی سفر آماده شد. شرایط خاص صعود در طول مسیر، باعث شد تا از ۴۵ سگ گروه مکتشف، ۷ سگ، تلف شده و تعدادی از آن‌ها هم به دلیل نیاز به استفاده از گوشتشان، ذِبح شوند. تنها ۱۸ سگ در حال حرکت به‌سمت نقطهٔ مرکزی قطب بودند. هریک از سورتمه‌رانان، تعدادی از سگ‌های گروه خودش را ذبح و سپس، پوست آنها را می‌کند و سرانجام، گوشت آن را میان سگ‌های باقی‌مانده و مردان گروه تقسیم می‌کرد. آمونسن با توجه به چنین وقایعی می‌نویسد: «ما در مکانی به نام راسته قصابان حضور داشتیم. در اینجا افسردگی و غم و اندوه در فضا موج می‌زد. علاقهٔ ما به سگ‌ها با آن‌ها رشد کرده و عجین شده بود.» در آن مقطع — متأسف بودن — نمی‌توانست مانع از گروه مکتشف در راستای بهره‌مندی از مواد غذایی فراوان و تازه گردد. ویستینگ توانسته بود در آن لحظات، ثابت کند که تا چه اندازه در تهیه و ارائهٔ گوشت مهارت دارد.
مکتشفان قطبی، ۳ سورتمه را برای یک راه‌پیمایی ۶۰ روزه بارگیری کردند و بازماندهٔ گوشت سگ‌ها و سایر آذوقه‌ها را در یک انبار گذاشتند. شرایط جوی نامساعد، مانع از حرکت آنها تا ۲۵ نوامبر گردید. سپس، در سرزمینی ناشناخته و در مه سنگین، با احتیاط حرکت کردند. مسیری که پیموده می‌شد، بر روی یک سطح یخیِ شیار شده توسط شکاف‌های مکرر قرار گرفته بود؛ چشم‌انداز افق که بسیار ضعیف و ناپیدا بود، باعث پیشرفت کُند مردان مکتشف می‌گردید. آمونسن این منطقه را «یخچال شیاطین» نامید. در ۴ دسامبر، توانستند به منطقه‌ای وارد شوند که شکاف‌هایش در زیر لایه‌هایی از برف و یخ توخالی پنهان شده بود که همین موضوع — در هنگام عبور افراد گروه — پژواک صداهای توخالی ناخوشایند ایجاد می‌کرد. این منطقه نیز به تصمیم آمونسن، به نام «سالن رقص شیطان» نام‌گذاری شد. روز بعد و در ۸۷ درجه جغرافیایی جنوبی بود که زمین سفت و محکم‌تری را زیر پای خود حس کردند.
در ۸ دسامبر، نروژی‌ها موفق به شکستن رکورد دورترین پیمایش جنوبی — که پیش‌تر، متعلق به شکلتون و تا ۸۸ درجه و ۲۳ دقیقه جغرافیایی بود — شدند. همین‌طور که آن‌ها به قطب نزدیک می‌شدند، در حال شکستن رکورد تمامی دستاوردهای هر گروه مکتشف دیگری بودند که پیش از خودشان، به آنجا رفته بود. هنگامی که در ۱۲ دسامبر، اتراقگاه ایجاد کردند، با مشاهدهٔ یک جسم ناشناختهٔ سیاه‌وسفید که در افق ظاهر شده بود، برای لحظه‌ای نگران شدند اما کمی بعد کشف کردند که آن چیز مشکوک، مدفوع سگ‌ها در فاصلهٔ دور بوده که به واسطهٔ سراب، حالت بزرگ‌نمایی پیدا کرده بود. روز بعد، مکتشفان در ۸۹ درجه و ۴۵ دقیقهٔ جنوبی و در حدود ۱۵ مایل دریایی (۲۸ کیلومتر) فاصله تا قطب جنوب، اتراق کردند. در روز بعد که مصادف با ۱۴ دسامبر ۱۹۱۱ بود، آمونسن ضمن جلب موافقت رفقایش، در جلوی گروه سورتمه‌ها، رهنوردی کرد و در حدود ساعت ۳ بعدازظهر، گروه مکتشف قطبی، سرانجام به منطقهٔ مرکزی قطب جنوب رسید. سپس، پرچم نروژ را در زمین قرار دادند و فلات قطبی را به نام «فلات پادشاه هاکون هفتم» نامیدند. آمونسن بعدها و با اندکی چاشنی طنز در رابطه با این دستاورد خود نوشته بود: «شیطان، این را بپذیر که هیچ مردی، هرگز نتوانسته به هدفی که کاملاً مخالف خواسته‌هایش باشد، دست یابد. منطقهٔ اطراف قطب شمال، از کودکی مرا مجذوب خود کرده بود و حالا در قطب جنوب بودم. آیا چیزی دیوانه‌کننده‌تر از این وجود دارد؟»
در ۳ روز آینده، مردان گروه مکتشف، دست به تحقیقات علمی و جغرافیای زدند تا موقعیت دقیق قطب را مشخص کنند. پس از ادعاهای متناقض و مناقشه‌برانگیز کوک و پری در قطب شمال، آمونسن قصد داشت که نشانه‌های غیرقابل انکاری برای به چالش کشیده شدنِ احتمالی، از جانب گروه اسکات باقی بگذارد. با کمک سکستانت و در فواصل مختلف، چندین مرتبه اندازه‌گیری در ساعات مختلف روز صورت پذیرفت و بیولاند، هاسل و ویستینگ نیز در جهات مختلف اسکی کردند تا بتواند نقطهٔ قطبی را محاط کنند. آمونسن چنین استدلال می‌کرد که به این طریق، می‌تواند نقطهٔ دقیق میان آنها تا مرکز قطب را تعیین کند. سرانجام، گروه اکتشافی آمونسن، خیمه‌ای بر پا کرد و آن را پولهیم نامیدند. آنها قصد داشتند تا جایی که ممکن بود، با مشاهدات و محاسبات دقیق جغرافیایی، هرگونه احتمال اشتباه یا شبهه و ابهام را از میان بردارند. آمونسن — در درون خیمه — تجهیزاتی به همراه نامه‌ای خطاب به پادشاه هاکون هفتم برای اسکات گذاشت و درخواست نمود که آنها را تحویل دهد.

#### بازگشت به فرامهیم
در ۱۸ دسامبر بود که گروه مکتشف، سفر بازگشت به سمت فرامهیم را آغاز کرد. آمونسن مصمم بود تا قبل از اسکات، به دنیای متمدن بازگردد و اولین نفری باشد که حامل خبرهایی مهم در این زمینه است. با همهٔ این احوال، او فاصلهٔ پیمایش‌های روزانهٔ خود را به‌منظور حفظ توان سگ‌ها و مردان گروه، تا ۱۵ مایل دریایی (۲۸ کیلومتر) محدود نمود. در طول ۲۴ ساعت شبانه‌روز، گروه به گونه‌ای حرکت می‌کرد که خورشید قطبی را دقیقاً پشت سر خود داشته باشد و این عمل به جهت پیشگیری از برف‌کوری ضروری می‌نمود. به کمک انبارهای تدارکاتیِ ساخته‌شده در سفر آمادگاه پیشین، توانستند که به منطقهٔ نام‌نهاده‌شده به‌عنوان راستهٔ قصابان برسند و از آن نقطه، سفر سراشیبی آن‌ها به سمت تیغه‌های برفی آغاز گردید. مردان گروه به‌دلیل فراهم شدن شرایط مناسب، مسیر را به حالت اسکی کردن بر روی برف‌ها طی نمودند اما برای هدایت‌کنندگان سورتمه‌ها از جمله هانسن و ویستینگ، شرایط کمی سخت‌تر بود. سورتمه‌های این دو نفر، فرمان‌پذیری مناسبی نداشتند و زمانی که موانع و خطراتی بروز می‌نمود، مجبور به استفاده از ترمزهای سورتمه می‌شدند.
در ۷ ژانویه، توانستند به اولین انبار تدارکاتیِ واقع در منطقهٔ تیغه‌ها برسند. آمونسن، احساس می‌کرد که سفر گروه به‌دلیل پیمایش روزانه و منظم ۱۵ مایل دریایی (۲۸ کیلومتر) می‌تواند توقف‌های ۶ ساعته داشته و پس از آن مجدداً از سر گرفته شود. طبق این شیوه، آن‌ها روزانه در حدود ۳۰ مایل دریایی (۵۶ کیلومتر) را تحت پیمایش قرار می‌دادند. سرانجام، در ۲۵ ژانویه و در ساعت ۴ صبح، توانستند به فرامهیم برسند. سفر آغازین در ماه اکتبر، با ۵۲ سگ شروع شده بود؛ در حالی که تنها ۱۱ سگ — که ۲ سورتمه را می‌کشیدند — توانستند بازگردند. مسافرت به نقطهٔ مرکز قطبی و بازگشت از آنجا ۹۹ روز به طول انجامید که ۱۰ روز کمتر از زمان پیش‌بینی‌شده بود و در این مدت زمان، در حدود ۱٬۸۶۰ مایل دریایی (۳٬۴۴۰ کیلومتر) پیمایش شده بود.

#### خبررسانی به جهان
پس از بازگشت به فرامهیم بود که آمونسن متوجه شد دلیلی برای تأخیر در عدم برچیدن گروه و اقامتگاه وجود ندارد. شام وداع در کلبه صرف شد و سگ‌های باقی‌مانده و سایر محموله‌های همراه را به عرشهٔ کشتی فِرام منتقل کردند و کشتی در ۳۰ ژانویهٔ ۱۹۱۲، خلیج نهنگ‌ها را به مقصد هوبارت در تاسمانی ترک کرد. این سفر، ۵ هفته به طول انجامید و آمونسن به تنظیم متن تلگراف‌ها پرداخت و نخستین گزارش را برای مطبوعات ارائه نمود. کشتی فِرام در ۷ مارس به هوبارت رسید. آمونسن به فوریت اطلاع کسب کرد که هیچ خبری [دست‌کم تا آن لحظه] از اسکات و گروهش نیست. او در رابطه با موفقیت این سفر، تلگرام‌هایی را برای برادرش لئون، نانسن و پادشاه هاکون ارسال نمود که به‌طور خلاصه و تلویحی در آن‌ها، توضیحاتی ارائه شده بود. یک روز بعد، نخستین گزارش کامل از ماجرای این سفر را به روزنامهٔ دیلی کرونیکل لندن ارائه داد که پیش‌تر، حقوق انحصاری آن را به این مؤسسه فروخته بود. فِرام دو هفته در هوبارت توقف داشت و در طول این مدت، به گروه داگلاس ماوسون و کشتی اس‌وای اورورا پیوست که در قالب گروه اکتشافی جنوبگان استرالیا فعال بود. آمونسن، ۱۱ سگ از مجموع سگ‌هایی را که در بازگشت از قطب زنده مانده بودند، به عنوان پیشکش و هدیه به آن‌ها تقدیم کرد.

### سایر دستاوردهای هیئت اعزامی

#### گروه مکتشف شرقی
در ۸ نوامبر ۱۹۱۱، پرسترود، سوبرود و یوهانسن به سرزمین ادوارد هفتم رفتند. جستجوها برای یافتن نقطه‌ای که یخ‌های صخره‌ای و سخت یخ‌تاق، تبدیل به زمینِ صرفاً مسطح یخی گردد، دشوار بود. در یکم دسامبر، برای نخستین مرتبه چشم‌اندازی را مشاهده کردند که بدون شک، نوناتاک — برهوتی خشک و خشن — بود که توسط اسکات، در طی سفر اکتشافی دیسکاوری سال ۱۹۰۲ ثبت شده بود. پس از رسیدن به این منطقه، نمونه‌های زمین‌شناسی و همچنین نمونه‌هایی از خزه‌ها را برای تحقیقات علمی جمع‌آوری و تا پیش از بازگشت به فرامهیم در ۱۶ سپتامبر، اطراف آن را هم مختصراً کاوش کردند. آنها اولین گروه از مردانی بودند که توانسته بودند قدم به سرزمین پادشاه ادوارد هفتم بگذارند.

#### کشتی فرام و کاینان مارو
پس از خروج از خلیج نهنگ‌ها به تاریخ ۱۵ فوریه ۱۹۱۱، کشتی فِرام در ۱۷ آوریل، به بوئنوس آیرس رسید. در آنجا، نیلسن متوجه شد که بودجهٔ گروه مکتشف به اتمام رسیده است؛ مبلغی که برای نیازهای کشتی کنار گذاشته شده بود، ظاهراً محقق نشده بود. خوشبختانه، «دون پدرو کریستوفرسون» — دوست آمونسن — برای تحقق وعده‌هایی که پیش‌تر در راستای تأمین سوخت و منابع مورد نیاز ارائه کرده بود، آماده بود. فِرام پس از آن، در ماه ژوئن برای یک سفر دریایی اقیانوس‌شناسی میان آمریکای جنوبی و آفریقا — که برای حدود ۳ ماه آینده، کشتی و گروه مردانش را مشغول نگاه می‌داشت — حرکت کرد. سپس، کشتی در ماه سپتامبر، برای آخرین تعمیرات ضروری و تجهیز مجدد، به بوئنوس آیرس بازگشت تا برای برافراشتن بادبان و حرکت به سمت جنوب آماده باشد. بادهای شدید و دریای متلاطم، باعث طولانی شدن سفر گردید؛ هرچند، کشتی در ۹ ژانویهٔ سال ۱۹۱۲ سرانجام به خلیج نهنگ‌ها و فرامهیم رسید. در ۱۷ ژانویه، ظهور کشتی دیگری در افق، باعث غافلگیری مردان فرامهیم شد. کشتی موصوف، کاینان مارو — از گروه اکتشافی جنوبگان ژاپنی — به رهبری نوبو شیراسه بود. برقراری ارتباط میان دو گروه مکتشف به دلیل محذورات و مشکلات زبانی، محدود بود؛ اگرچه، نروژی‌ها دریافتند که ژاپنی‌ها به سمت سرزمین پادشاه ادوارد هفتم می‌روند. کاینان مارو، روز بعد عزیمت کرد و در ۲۶ ژانویه توانست که در سرزمین موصوف، گروه مردانش را مستقر کند. پهلوگیری و استقرار کاینان مارو در آنجا، به عنوان نخستین پهلوگیری موفق در این ساحل از دریا قلمداد می‌گردد و همهٔ تلاش‌های پیش از آن از جانب گروه‌ها و کشتی‌هایی همچون آرآراس دیسکاوری (در سال ۱۹۰۲)، نمرود (در سال ۱۹۰۸) و ترا نووا (در سال ۱۹۱۱)، منتج به شکست شده بودند.

## پیامدها

### واکنش‌های معاصر

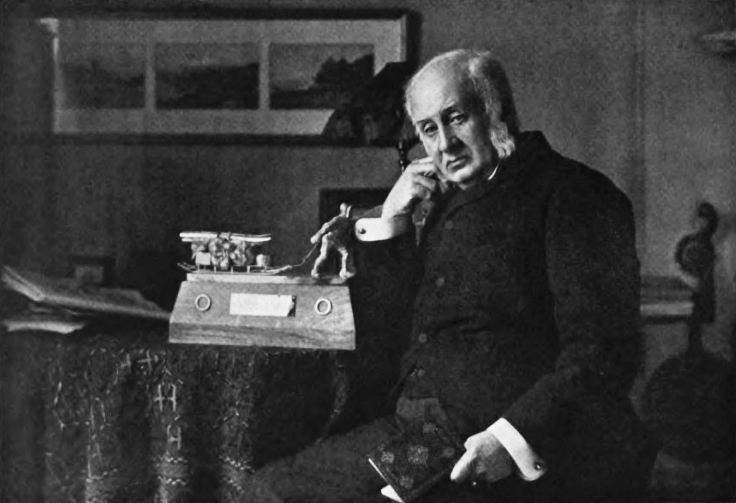
کلمنتس مارکم، جغرافیدان برجسته بریتانیایی و دبیر انجمن سلطنتی جغرافیا، منتقد عمدهٔ تغییر برنامهٔ آمونسن بود و تردیدهای خصوصی در مورد موفقیت او ابراز داشت.

در هوبارت، آمونسن تلگراف‌های تبریک بسیاری دریافت داشت که از میان آنها، تلگراف‌های تئودور روزولت، رئیس‌جمهور وقت ایالات متحده و همچنین جرج پنجم، پادشاه وقت بریتانیا، قابل توجه است. پادشاه از اینکه اولین بندر آمونسن در بازگشت از این سفر ماجرایی، در خاک امپراتوری بریتانیا بوده است، ابراز خرسندی کرد. در نروژ — که تنها ۶ سال پیش، از استیلای ۵۰۰ سالهٔ دانمارک و سوئد رهایی یافته و اکنون کشور مستقلی شده بود — این خبر، تیتر سرصفحه‌های بزرگ شد و پرچم ملی در سراسر کشور به اهتزاز درآمد. همهٔ اعضای گروه شرکت‌کننده در این سفر اکتشافی، مدال قطب جنوب نروژ را دریافت نمودند که توسط پادشاه هاکون دوم به مناسبت بزرگداشت این سفر تحقیقی، رسمیت یافته بود. با همهٔ این احوال، رولند هانتفورد، محقق و زندگی‌نامه‌نویس آمونسن؛ به «چندان گرم نبودنِ» این تشویق‌ها و خوش‌آمدها اشاره می‌کند و دلیل آن را اندک ناراحتیِ باقی‌مانده از شیوه‌ها و راهکارهای آمونسن برای این سفر برمی‌شمارد. یکی از روزنامه‌های نروژی از اینکه آمونسن مسیر جدیدی یافته بود و دنباله‌روی مسیر اسکات از دریاراه مک‌موردو نبوده است، ابراز خوشنودی نموده بود.
در بریتانیا، واکنش مطبوعات به پیروزی آمونسن، هرچند محدود اما به‌طور کلی مثبت بود. جدا از گزارش‌های مشتاقانهٔ دیلی کرونیکل و اخبار مصور لندن — که هرکدام سهم مالی در موفقیت آمونسن داشتند — منچستر گاردین خاطرنشان کرد که شجاعت و ارادهٔ نروژی‌ها، جای هیچ‌گونه سرزنشی باقی نگذاشته است. یانگ انگلاند، با سرواژهٔ «اسکاندیناوی شجاع» ضمن تقدیر از این افتخار، هرگونه کینه‌جویی نسبت به آن را نکوهش کرد و داستان‌نامهٔ مصور نوجوانان کاغذ بچه‌ها پیشنهاد داد که هر پسر بریتانیایی، می‌بایست شرح گزارش سفر اکتشافی آمونسن را بخواند. خبرنگار تایمز، آمونسن را به دلیل کوتاهی در اطلاع‌رسانی به اسکات، تا زمانی که دیگر دیر شده و کار از کار گذشته بود، به باد سرزنش گرفت و نوشت: «تمام اینها غیرضروری است؛ چرا که هیچ‌کس، بیش از کاپیتان اسکات، از همکاری در کار پژوهش و اکتشاف قطب جنوب استقبال نمی‌کرد … با این حال، هر کس که کاپیتان آمونسن را می‌شناسد، می‌داند که نباید در صداقت او شک داشته باشد و وقتی او می‌گوید به قطب رسیده، باید بپذیریم.»
اعضای برجستهٔ انجمن سلطنتی جغرافیا احساسات خصمانه‌تری را دست‌کم، در محافل خصوصی ابراز داشتند. از دیدگاه آنها، شاهکار آمونسن، ماحصل حقه‌ای کثیف بود. کلمنتس مارکم اشاره کرد که ادعای آمونسن ممکن است تقلبی باشد و اظهار داشت: «ما باید تا بازگشت ترا نووا در انتظار حقیقت بمانیم.» چندی بعد، در سال ۱۹۱۲، هنگامی که آمونسن انجمن سلطنتی جغرافیا را مورد خطاب قرار داد، از اینکه می‌دید که لرد کرزن، رئیس وقت انجمن با شوخی، خواستار «سه هورا برای سگ‌ها شد» احساس نارضایتی کرد. شکلتون در این تحقیرها برای پیروزی آمونسن مشارکت نکرد و او را «احتمالاً بزرگ‌ترین کاشف قطبی معاصر» نامید. کاتلین اسکات، همسر رابرت فالکون اسکات و رهبر گروه ترا نووا، تا پیش از شنیدن خبر مرگ شوهرش، اذعان داشته بود که «سفر آمونسن یک شاهکار بسیار خوب بود … و با وجود خشم و رنجش شخصی اما باید آن را تحسین نمود.»

### مصائب اسکات

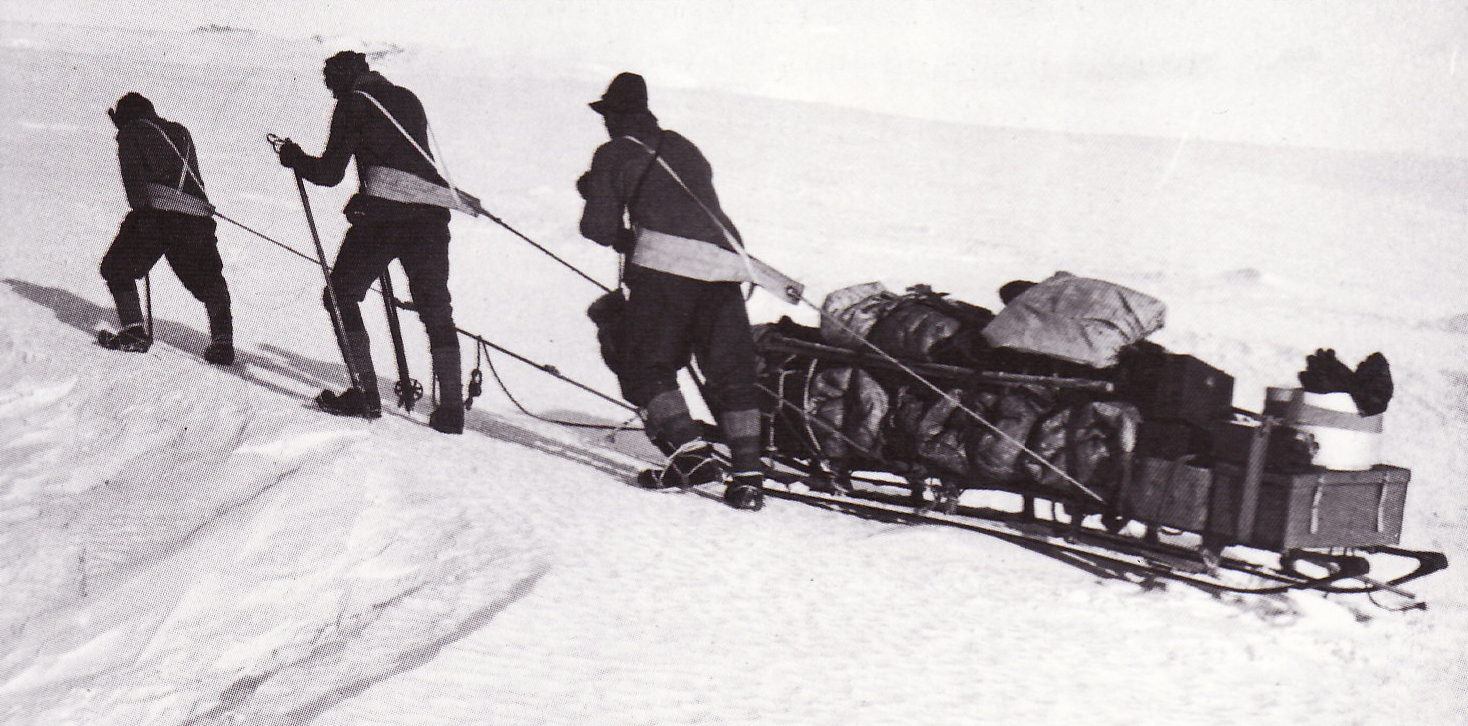
سورتمه‌کِشی انسانی توسط گروه اسکات

آمونسن در صدد ترک هوبارت بود تا بتواند یک تور سخنرانی در استرالیا و نیوزیلند انجام دهد. وی سپس به بوئنوس آیرس رفته و در آنجا تقریر گزارش سفرش را به پایان رساند. در بازگشت به نروژ، بر انتشار کتاب نظارت داشت و سپس، پیش از شروع یک تور سخنرانی طولانی در ایالات متحده، از بریتانیا دیدن کرد. در فوریه ۱۹۱۳، هنگامی که در مدیسن، ویسکانسین حضور داشت، به او خبر رسید که اسکات و ۴ همراهش در ۱۷ ژانویه ۱۹۱۲ به قطب جنوب رسیده‌اند اما همگی تا ۲۹ مارس، در طول سفر بازگشت، جان خود را از دست داده‌اند. اجساد اسکات، ویلسون و باورز در نوامبر ۱۹۱۲ پس از پایان زمستان قطب جنوب کشف شد. آمونسن در واکنش اولیه خود این خبر را «به‌شدت تکان‌دهنده» نامید. بعدها و در ادای احترامی رسمی‌تر او اظهار داشت: «کاپیتان اسکات، فرابُردی (رکورد) از خودش برای صداقت، بی‌ریایی، شجاعت و برای هر چیزی که انسان را می‌سازد، به جا گذاشت.»
بر طبق اظهارات هانتفورد، پیامد خبر مرگ اسکات چیزی نبود جز آنکه: «آمونسنِ پیروز را تحت‌الشعاع اسکات شهید قرار داد.» در انگلستان مرثیه‌ای به سرعت شکل گرفت حاکی از آنکه اسکات، به عنوان فردی نجیب و شرافتمند رفتار کرده و بازی را منصفانه انجام داده است. اسکات شکست خورده بود؛ تنها به این دلیل که برخلاف وی، آمونسن فقط جویندهٔ شهرتی بود که در پشت آن، نیت واقعی خودش را مخفی داشته بود و به جای اتکا به سورتمه‌کِشی انسانی از سگ‌ها استفاده می‌کرد و همین سگ‌ها را چنانچه لازم بود، به منظور تهیه خوراک، سلاخی می‌کرد. از طرف دیگر، در اذهان بریتانیایی‌های روشنفکر آن زمان، آمونسن به‌عنوان یک حرفه‌ای قلمداد می‌گردید که از انجام هر کاری برای کسب موفقیت، فروگذاری نمی‌کرد. این داستان‌سرایی‌ها با انتشار مجلات اسکات و همچنین پیام وی که «خطاب به عموم» بود، شاخ و برگ بیشتری پیدا کرد. هانتفورد در این رابطه اشاره می‌کند: «کامیابی [اسکات] — در واقع — استعداد ادبی او بود. گویی که از چادری که در آن مدفون شده بود، دست دراز کرده و تقاص گرفته باشد.» با همهٔ این احوال، نام آمونسن — در میان کاشفان — همچنان مورد تکریم و احترام بود. اپسلی چری-گرارد، از دوستان و همقطاران اسکات، در گزارش خود از سفر اکتشافی گروه ترا نووا که چند سال بعد نوشته شد، دلیل اصلی موفقیت آمونسن را «ویژگی فوق برجستهٔ این مرد می‌داند و در ادامه می‌افزاید، شجاعت چشمگیر او [آمونسن]، انتخاب یک مسیر جدید، درست برخلاف همهٔ مسیرهای شناخته‌شدهٔ پیشین بود».

### چشم‌انداز تاریخی
با شروع جنگ جهانی اول در سال ۱۹۱۴، آغاز رانِش به نقطه مرکزی قطب شمال از جانب آمونسن — که سفر اکتشافی قطب جنوب به عنوان مقدمه و پیش‌زمینه‌ای برای آن در نظر گرفته می‌شد — تا ژوئیه ۱۹۱۸ به تعویق افتاد. پس از آن، وی با کشتی ماود، عزیمت کرد و ۷ سال آینده را در آب‌های قطب شمال، به سیاحت پرداخت. کشتی ماود، با وجود آنکه بر روی نقطهٔ مرکزی قطب شمال جغرافیایی رانِش نکرد، اما در جریانِ رقابت تنگاتنگِ کاوش شمالگان، چهارمین کشتی‌ای است که توانسته از راه‌گذر دریایی شمال عبور نماید. پیش از آن، آدولف اریک نوردنسکیولد، در قالب مأموریت اکتشافی وگا و همچنین، یخ‌شکن‌های روسی تایمیر و وایگاش، توانسته بودند که از مسیر موصوف، عبور نمایند. آمونسن در سال ۱۹۲۳، مأموریت اکتشافی را ترک کرد. سال‌های باقیمانده از زندگی وی، عمدتاً به اکتشاف‌های هوایی قطبی اختصاص یافت. در ۱۲ مه سال ۱۹۲۶، همراه با لینکلن الزورت و اومبرتو نوبیل و به وسیلهٔ کشتی هوایی نورج، بر فراز نقطهٔ مرکزی قطب شمال پرواز کرد. ویستینگ نیز در این سفر، همراه آمونسن بود. حضور این دو سیاح در عرشهٔ این کشتی هوایی باعث شد تا تبدیل به اولین مردانی شوند که توانسته‌اند هردو قطب شمال و جنوب را مشاهده نمایند. در سال ۱۹۲۸، آمونسن، در حالی که تلاش می‌کرد تا اومبرتو نوبیلِ مفقودشده از آخرین سفر اکتشافی‌اش را بیابد، با کشتی هوایی خود در دریاهای میان نروژ و اسپیتس‌برگن ناپدید شد.
آمونسن برنامه‌اش را برای رانش در میان رانه‌یخ‌های قطبی شمال، با ۴ مردی که همراه او به نقطهٔ مرکزی قطب جنوب رسیده بودند، در میان گذاشت. بیولاند و هاسل پیشنهاد وی را رد کردند. در حقیقت، این دو نفر، در هیچ ماجراجویی قطبی دیگری شرکت نجستند. برخلاف این دو نفر، هانسن و ویستیگ، این پیشنهاد را پذیرفتند. هنگامی که آمونسن، مأموریت اکتشافی را ترک کرد، ویستینگ رهبری آن را بر عهده گرفت. در سال ۱۹۳۶، ویستینگ به عنوان کاپیتان کشتی فِرام در آخرین سفرش به اسلو انتخاب شد. کشتی موصوف، پس از این سفر، بازنشسته و تبدیل به کشتی‌موزه شد. یوهانسن که پس از بازگشت از سفر قطبی جنوب، در سروسامان دادن به زندگی عادی‌اش ناکام مانده بود، منزوی و به دور از ارتباط با سایرین ماند. او از مباحثه دربارهٔ تجربیات یا اختلافات خودش با رهبر گروه [آمونسن] خودداری کرد و به زندگی پر از افسردگی و تنگدستی افتاد. سرانجام، در ۴ ژانویه سال ۱۹۱۳، هنگامی که در اقامتگاه خودش در اسلو حضور داشت، با شلیک اسلحه به زندگی‌اش خاتمه داد.
افسانه‌ها و اسطوره‌های ایجادشده پیرامون اسکات، تا ربع قرن مانده به پایان سدهٔ بیستم ادامه داشت و سپس، هنگامی که مشخص شد شکست گروه مکتشف انگلیسی، تا اندازهٔ زیادی نتیجهٔ اشتباهات خود رهبر گروه [اسکات] بوده است، این افسانه‌ها و اسطوره‌ها عوض شد و جای خودش را به «اشتباه‌کار قهرمان» داد. استفانی بارچفسکی — مورخ فرهنگی — اظهار می‌دارد: «این تجسم‌سازی جدید، به اندازهٔ تعریف و تجسم قبلی که او را فراتر از هر نقدی می‌دانست، استدلالی غلط و سفسطه‌آمیز است.» در اوایل سدهٔ بیستم، مورخان تاریخی، توضیحات منطقی‌تری برای مصائب اسکات ارائه کرده‌اند و همین موضوع باعث شد تا از میزان انتسابِ بی‌کفایتی به وی کاسته و بر میزان نیکیِ شهرتش افزوده گردد. توجه مجدد به اسکات، دستاوردهای آمونسن را نیز برجسته کرده است. بارچفسکی در این زمینه می‌نویسد: «آمونسن و مردانش به دلیل تلفیقی از چند چیز از جمله، برنامه‌ریزی عالی، تجربه و تعامل طولانی با سگ‌های سورتمه، اسکی و در نهایت، پایداری و استقامت بدنی چشمگیر توانستند به قطب برسند.» دایانا پرستون در گزارش خود از سفر اسکات اشاره می‌کند: «اساس موفقیت آمونسن، به خوبی قابل برشمردن است. او [آمونسن] بر روی هدفی واحد که همانا رسیدن به قطب بود، تمرکز داشت؛ در حالی که اسکات، گوئی اجبار داشت که ادعاهای رقبای مکتشف قطبی را در کنار دانش علمی برای رسیدن به قطب، با یکدیگر تطبیق دهد.» او در ادامه خاطرنشان می‌کند: «آمونسن، یک حرفه‌ای عمل‌گرا و با تجربه بود، با دقت برنامه‌ریزی کرد و تمام درس‌هایی را که در سفرهای قطبی شمال فرا گرفته بود، به کار بست .. به طور انحصاری، بر وسایل حمل و نقل آزمایش‌شده تکیه داشت و بدون احساس عاطفی، از کاراک (پتانسیل) غذایی آنها بهره‌برداری می‌کرد؛ به طور مشابه، در مدیریت مردانش نیز، کارآمد و بی‌عاطفه بود.» ایستگاه قطب جنوب آمونسن–اسکات — پایگاه علمی ایالات متحده در قطب جنوب که در سال ۱۹۵۷ میلادی تأسیس شد — برای گرامیداشت یاد و خاطرهٔ این دو مکتشف پیشگام قطبی، به نام آنها منتسب شد. در مقاله‌ای که ۱۰۰ سال پس از سفر آمونسن منتشر شد، محققان ادعا کردند که چادر و پرچم‌های برافراشته‌شده توسط گروه آمونسن در حدود فاصلهٔ ۱ دقیقهٔ عرض جغرافیایی شمال قطب جنوب، در زیر ۱۷ متر (۵۶ فوت) یخ مدفون شده‌اند.

## واژگان
1. ↑  Magdalena
2. ↑  the Northwest Passage
3. ↑  little corner
4. ↑  Kristian Prestrud
5. ↑  David Crane
6. ↑  volte-face
7. ↑  motor sledges
8. ↑  base camp
9. ↑  Norwegian ash
10. ↑  Peter "Don Pedro" Christophersen
11. ↑  depot-laying
12. ↑  adapted sledges
13. ↑  Devil's Glacier
14. ↑  unpleasantly hollow
15. ↑  The Devil's Ballroom
16. ↑  heroic bungler
17. ↑  Stephanie Barczewski

#### کتاب‌ها
- Amundsen, Roald; Nilsen, Thorvald; Prestrud, Kristian (1976) [1912]. The South Pole: An Account of the Norwegian expedition in the Fram, 1910–12 (Volumes I and II). Translated by Chater, A.G. London: C. Hurst & Company. ISBN 0-903983-47-8. First published in 1912 by John Murray, London.
- Barczewski, Stephanie (2007). Antarctic Destinies: Scott, Shackleton and the Changing Face of Heroism. London and New York: Hambledon Continuum. ISBN 978-1-84725-192-3.
- Cherry-Garrard, Apsley (1970) [1922]. The Worst Journey in the World. London: Penguin Books. ISBN 0-14-009501-2. First published in 1922 by Chatto and Windus, London.
- Crane, David (2005). Scott of the Antarctic. London: HarperCollins. ISBN 978-0-00-715068-7.
- Fairley, T.C. (1959). Sverdrup's Arctic Adventures. London: Longmans. OCLC 732299190.
- Fleming, Fergus (2002). Ninety Degrees North. London: Granta Books. ISBN 1-86207-535-2.
- Hamre, Ivar (November 1933). "The Japanese South Polar Expedition of 1911–1912: A Little-Known Episode in Antarctic Exploration". The Geographical Journal. 82 (5): 411–423. Bibcode:1933GeogJ..82..411H. doi:10.2307/1786962. JSTOR 1786962. (نیازمند آبونمان)
- Herbert, Wally (1989). The Noose of Laurels. London: Hodder & Stoughton. ISBN 0-340-41276-3.
- Huntford, Roland (1979). Scott and Amundsen. London: Hodder and Stoughton. ISBN 0-340-19565-7.
- Huntford, Roland (1985). The Last Place on Earth. London and Sydney: Pan Books. ISBN 0-330-28816-4.
- Huntford, Roland (1985). Shackleton. London: Hodder & Stoughton. ISBN 0-340-25007-0.
- Huntford, Roland (2001). Nansen. London: Abacus. ISBN 0-349-11492-7.
- Jones, Max (2003). The Last Great Quest. Oxford (UK): Oxford University Press. ISBN 0-19-280483-9.
- Langner, Rainer-K. (2007). Scott and Amundsen: Duel in the Ice. Translated by Beech, Timothy. London: Haus Publishing. ISBN 978-1-905791-08-8.
- MacPhee, Ross (2010). Race to the end: Amundsen, Scott, and the attainment of the South Pole. New York and London: Sterling Innovation. ISBN 978-1-4027-7029-6.
- Maxtone-Graham, John (2000). Safe Return Doubtful: The Heroic Age of Polar Exploration. London: Constable. ISBN 0-09-480330-7.
- Nansen, Fridtjof (1897). Farthest North, Volume I. London: Archibald Constable & Co. OCLC 499726131.
- Pickman, Sarah (2017). "Dress, Image, and Cultural Encounter in the Heroic Age of Polar Expedition".  In Mears, Patricia (ed.). Expedition: Fashion From the Extreme. Fashion Institute of Technology. New York City: Thames & Hudson. pp. 31–56. ISBN 978-0-500-51997-4. OCLC 975365990.
- Preston, Diana (1999). A First Rate Tragedy. London: Constable. ISBN 0-09-479530-4.
- Riffenburgh, Beau (2005). "Nimrod": the Extraordinary Story of Shackleton's First Expedition. London: Bloomsbury Publishing. ISBN 0-7475-7253-4.
- Scott, J.M. (1971). Fridtjof Nansen. Sheridan, Oregon: Heron Books. OCLC 143929.
- Solomon, Susan (2001). The Coldest March: Scott's Fatal Antarctic Expedition. New Haven, Connecticut: Yale University Press. ISBN 0-300-09921-5.
- Turley, Charles (1935). Roald Amundsen, explorer. London: Methuen. OCLC 3331281.